# Volvo Personvagnar
Denna artikel handlar om personbilstillverkaren Volvo Personvagnar. För tillverkaren av kommersiella fordon, se Volvo.
Volvo Personvagnar Aktiebolag eller Volvo Car Group (i dagligt tal Volvo Cars) är en svensk biltillverkare. Majoritetsägare i bolaget är kinesiska Zhejiang Geely Holding Group, och minoritetsägare är svenska Första AP-fonden, AMF och Folksam. AB Volvo grundades 1915 och Volvo Personvagnar ingick i den svenska Volvokoncernen fram till 1999, då personbilstillverkningen såldes till amerikanska Ford. År 2010 förvärvades Volvo Personvagnar av kinesiska Zhejiang Geely Holding Group. Volvo Cars introducerades på Stockholmsbörsen 29 oktober 2021.
Volvo har sitt huvudkontor i Torslanda på Hisingen i Göteborg. Här ligger även monteringsfabriken Torslandaverken. I Torslanda ligger även större delen av utvecklingsavdelningen, krocktestcenter, centrallager och flera andra viktiga enheter. Tillverkning sker även i fabrikerna i Skövde, Olofström, Gent (Volvo Car Gent), Belgien och i Chengdu, Kina samt Daqing, i Kina.

## Historia

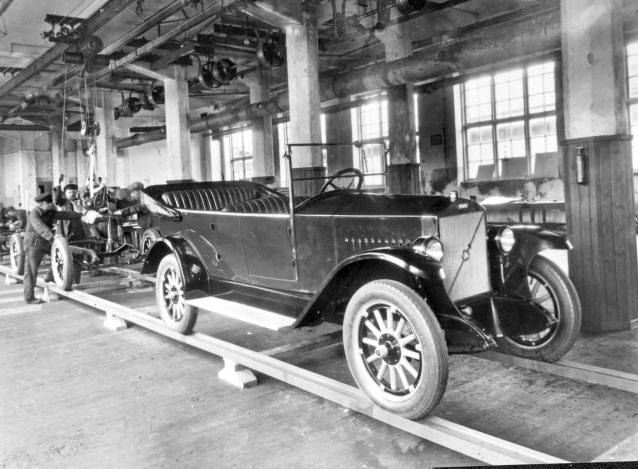
1927 lämnade den första serietillverkade personbilen Volvos bilfabrik i Lundby på Hisingen i Göteborg. Bilen kostade 4 800 kronor och hade en topphastighet på 90 km/t.

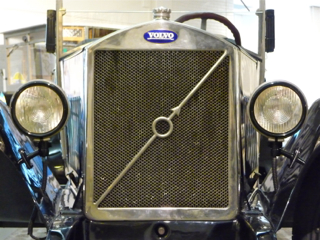
Helmer MasOlle formgav Volvo–emblemet.

AB Volvo bildades som bilföretag 1926 som ett helägt dotterbolag inom SKF med Assar Gabrielsson som vd och Gustav Larson som vice vd och teknisk chef. I september 1924 skrev Gustaf Larson till Gabrielsson om en utredning han gjort gällande kapitalkostnaden för en produktion av 4 000 bilar per år. Larson beskriver att bilarna skulle byggas helt i egen regi, alltså konstruera, tillverka och montera alla delar. Det var en helt annan idé än tillverkning på "Volvo-vis" som sedan kom att bli den huvudsakliga affärsidén. Den planerade fabriken skulle alltså kunna bygga 4 000 bilar per år, vilket innebar investeringar på nära 1,6 miljoner kronor i maskiner och utrustning. Därtill kom kostnaderna för tomt och fabrik som uppskattades till cirka 1 miljon kronor. Fyra tänkbara orter tas upp: Stockholm, Eskilstuna, Örebro och Göteborg. Självkostnadspriset för bilarna skulle bli 1 400 kronor.
Från oktober 1924 arbetade de tillsammans med planeringen och konstruktionen av den första Volvo-bilen. 
Den 16 december 1925 träffar Gabrielsson och Larson en överenskommelse i Stockholm, som löd:
Överenskommelse
Härmed bekräftas skriftligt en mellan mig A. Gabrielsson och mig Gustaf Larson i augusti 1924 träffad muntlig överenskommelse.
§1
Jag Gabrielsson, som beslutat försöka igångsätta en tillverkning av automobiler i Sverige, erbjuder G. Larson att som tekniker samarbeta med mig. Jag Larson antager detta erbjudande.
§2
Larson utför för Gabrielssons räkning det erfoderliga konstruktionsarbetet mot viss ersättning, som utgår endast i det fall att tillverkning i stor skala senast den 1 januari 1928 kommer till stånd i Sverige av den konstruerade biltypen. I annat fall gör jag Larson icke anspråk på någon ersättning.
§3
När sådan tillverkning startats, varmed förstås sättande i arbete av minst 100 st bilar, betalar jag Gabrielsson till Gust. Larson en kontant summa, ett för allt, svarande mot en tredjedel av det belopp, som jag själv kan betinga mig av det företag som kan komma att övertaga tillverkningen av den konstruerade biltypen, dock så, att det belopp som Larson erhåller ej ska understiga kr. 5000:- (femtusen) och ej överstiga kr. 20000:- (tjugotusen).
§4
Skulle vi icke kunna enas om det belopp, som är att anse som den ersättning, som jag Gabrielsson kan betinga mig vid en eventuell tillverknings igångsättande, utse vi härmed överingeniör Erik Lindström, Katrineholm som skiljeman oss emellan, och är hans skiljedom för oss båda bindande.
§5
Denna överenskommelse är uppgjord i tvenne lika lydande exemplar, av vilka vi vardera tagit ett.
Stockholm den 16 dec. 1925

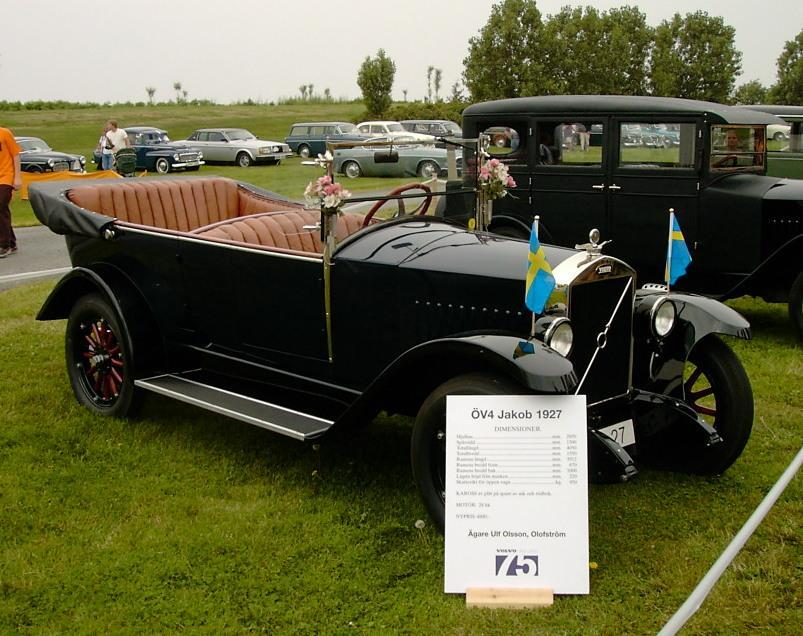
Volvo ÖV4.

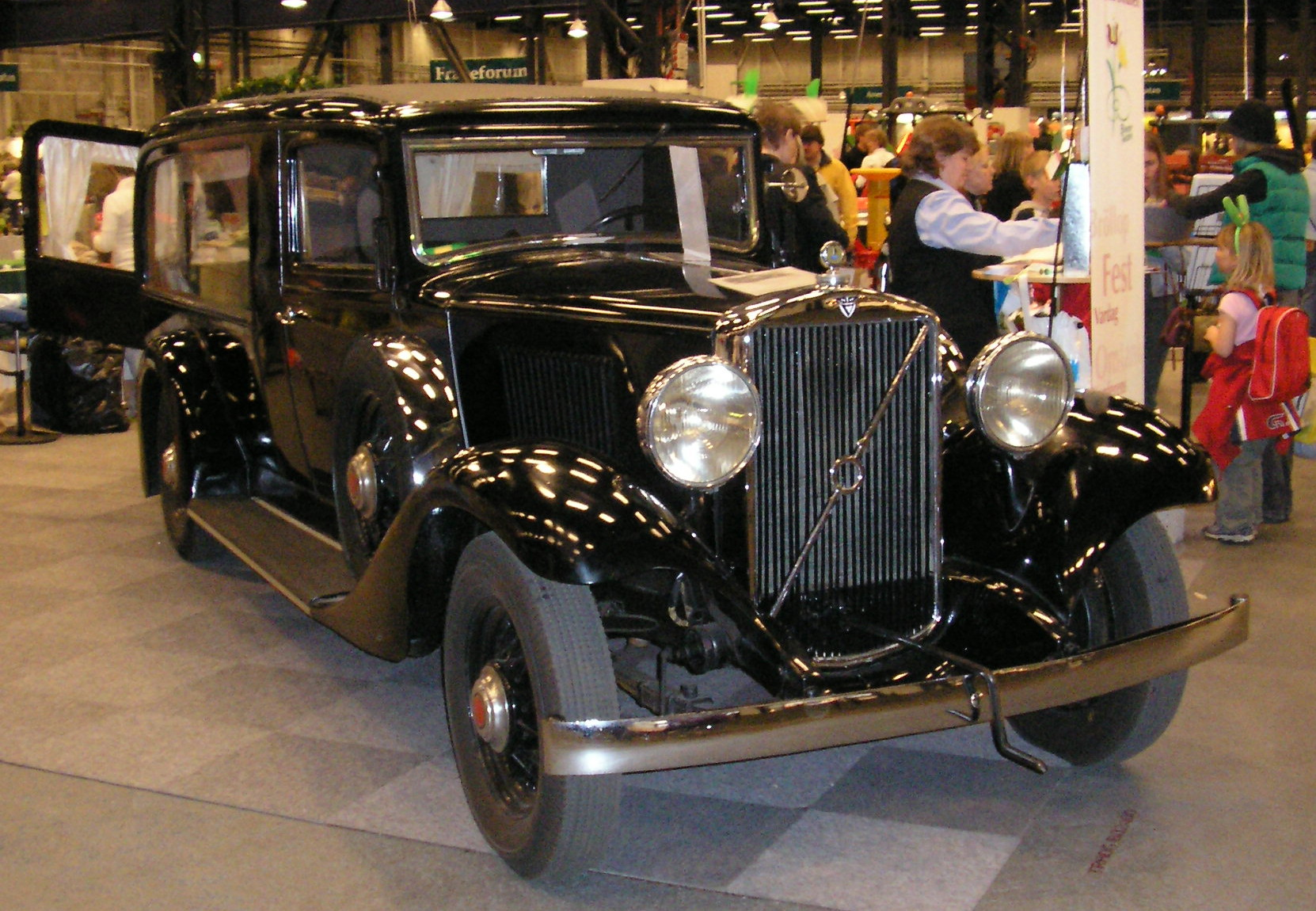
Volvo PV 363.

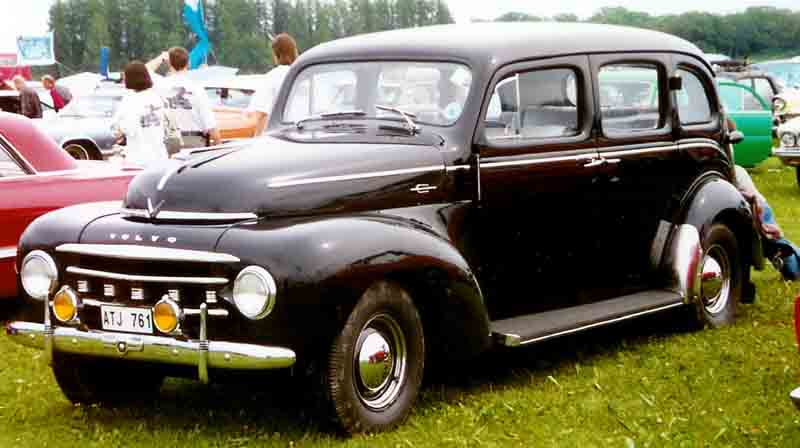
Volvo PV800.

Gabrielsson och Larson lyckades övertyga ledningen inom SKF, där Gabrielsson var försäljningschef, att tillverkning av bilar skulle kunna bli en lönsam verksamhet. Den 10 augusti 1926 beslöt SKF:s styrelse – som ägde Volvo–bolaget - att personbilsverksamheten skulle få överta bolaget, och den 21 augusti 1926 skrevs ett kontrakt. AB Volvo var då ett vilande bolag som inregistrerats av SKF redan 22 juni 1915 och som nu "dammades av" för att användas till den planerade biltillverkningen. Samtidigt ställde SKF garantier och krediter till Volvos förfogande för en serie på 1 000 vagnar.
Namnet Volvo är latin och betyder bland annat "jag rullar" och var ursprungligen inrättat som namnet på ett av SKF:s kullager "...ett enradigt stelt spårkullager med ifyllnadsspår.". I stadsdelen Rambergsstaden på Hisingen i Göteborg, namngavs Volvogatan 1929 efter närheten till Volvos anläggningar. Volvo Jakobs Väg i stadsdelen Sörred fick sitt namn 1991 efter Volvos första personbil ÖV 4, kallad "Jakob".
Helmer MasOlle formgav det klassiska Volvo–emblemet, en ring med pil, den kemiska symbolen för järn. Bakgrunden till emblemet var att Volvo ville marknadsföra sin bil som ”Den svenska vagnen”, och reklamen tryckte på att det var svenskt tekniskt kunnande, svensk kvalitet och svenskt järn och stål – "det bästa stålet i världen" – som skulle känneteckna den nya bilen. Den tunna diagonala plåtremsan var endast till för att fästa upp symbolen mitt framför kylaren men blev kvar lång tid på kommande bilmodeller.

Under den Svenska Cypernexpeditionen 1927-1931 användes en ÖV4.

Dåvarande chefen för Pentaverken i Skövde, Carl S:son Schmidt, fick den 6 september 1925 besök av försäljningschefen vid Svenska Kullagerfabriken (SKF), Assar Gabrielsson. Han erbjöd Pentaverken att tillverka motorerna för den satsning på en svensk bilindustri som planerades. Pentaverkens styrelse tog därefter den 13 augusti 1926 ett historiskt beslut om att tillverka Volvos motorer. Första bilmotorn var en fyrcylindrig sidventilmotor på 28 hästkrafter, med typbeteckning DA.
Volvo flyttade i oktober 1926 sin verksamhet från Stockholm till Göteborg. Det skedde i tre öppna prototyper av Volvo ÖV4 i vilka man packat allt kontorsmaterial och alla ritningar. Ljus saknades på två av bilarna och den ena körde i diket i mörkret vid Tiveden. Endast några hundra meter från målet vid Chalmersgatan i Göteborg blev det stopp på spårvagnsspåret och man tvingades skjuta fordonet sista biten. Assar Gabrielsson och hans fru körde den första bilen, Gustaf Larsson och Gotthard Hallgren från SKF, den andra och ingenjör Erik Carlberg och Henry Westerberg den tredje bilen. Det var tre öppna prototyper i en serie på tio som byggts i samarbete med Freyschuss Karosserifabrik.
Bolaget flyttade under hösten 1926 in i sitt första kontor, inrett på vinden i en förrådsbyggnad i kvarteret Jägmästaren på Hisingen i Göteborg. Fabrikslokaler ställdes till förfogande i samma kvarter, vilka inköpts av SKF på exekutiv auktion vid Nordkulans (Nordiska Kullager Fabriken) konkurs och som stått oanvända en tid. Assar Gabrielsson anställdes som verkställande direktör 1 januari 1927 då han samtidigt lämnade posten som försäljningschef på SKF. Den första serietillverkade bilen rullade ut ur Lundbyfabriken strax efter klockan 10, den 14 april 1927.
Den första bilmodellen registrerades under namnet "Larson" efter Gustaf Larson, så sent som i juni 1926. De första biltyperna fick senare beteckningen ÖV 4, 4–cylindrig öppen vagn, och PV 4, 4–cylindrig personvagn. Dessa båda typer tillverkades mellan åren 1927 och 1929. Totalt tillverkades strax under 1 000 exemplar i olika varianter av dessa typer. Personbilstillverkningen blev dock inte den succé man hoppats på och istället blev lastbils- och busstillverkningen företagets viktigaste delar fram till 1950-talet.
Försäljningsvärdet för den samlade produktionen av personbilar, lastbilar och bussar, uppgick 1927 till 1 392 556 kronor och 1928 till 3 931 621 kronor.
Redan 1929 kunde Volvo ha blivit amerikanskt, då man hade gått med förlust varje månad sedan starten och ägaren SKF:s styrelse började tröttna på förlusterna. Det var den amerikanska biltillverkaren Nash som kontaktades och blev så intresserad att man ganska omgående satte sig på en båt till Sverige. Under tiden kunde dock Assar Gabrielsson övertyga SKF:s vd Björn Prytz att förmå styrelsen att tacka nej till den amerikanska affären. Gabrielsson lovade bland annat att Volvo snart skulle gå med vinst, samt att satsa 220 000 kronor ur egen ficka. Amerikanarna fick snopet vända hemåt igen, vid ankomsten till Göteborg. 
I samband med detta spelet hade Björn Prytz även fått igenom att SKF skulle få 25 kronor för varje såld bil "i all framtid", ett avtal som tecknades den 27 december 1929, och som upphörde först sedan Volvos dåvarande chef Gunnar Engellau år 1959 hotat med att Volvo skulle börja tillverka egna kullager. Man träffade en uppgörelse där SKF erhöll förfallna royaltyavgifter, plus 5% ränta samt 20 miljoner kronor i engångsersättning. Dessutom avtalades om regler för prissättningen av SKF:s leveranser till Volvo samt att Volvo förband sig att under en 10–årsperiod inte starta egen kullagertillverkning.

### Utbyggnad av koncernen
Under hela 1930-talet byggdes Volvo-koncernen ut då man köpte upp de stora underleverantörerna: Pentaverken i Skövde och Köpings mekaniska verkstad var exempel och snart hade man fabriker över stora delar av Sverige. Sammansättningen av bilarna ägde fortfarande rum i Lundby på Hisingen vilket den skulle komma att göra fram tills att Torslandaverken invigdes 1964. Här tillverkades inte bara personbilar utan även lastbilar, bussar och traktorer. Den 5 maj 1933 levererade Volvo sitt tiotusende fordon. Det var en PV 652 försedd med en liten graverad silverplåt. Av de tiotusen bilarna var 3 800 personvagnar, varav 1 000 4–cylindriga och 2 800 6–cylindriga. De övriga 6 200 var lastvagnar.

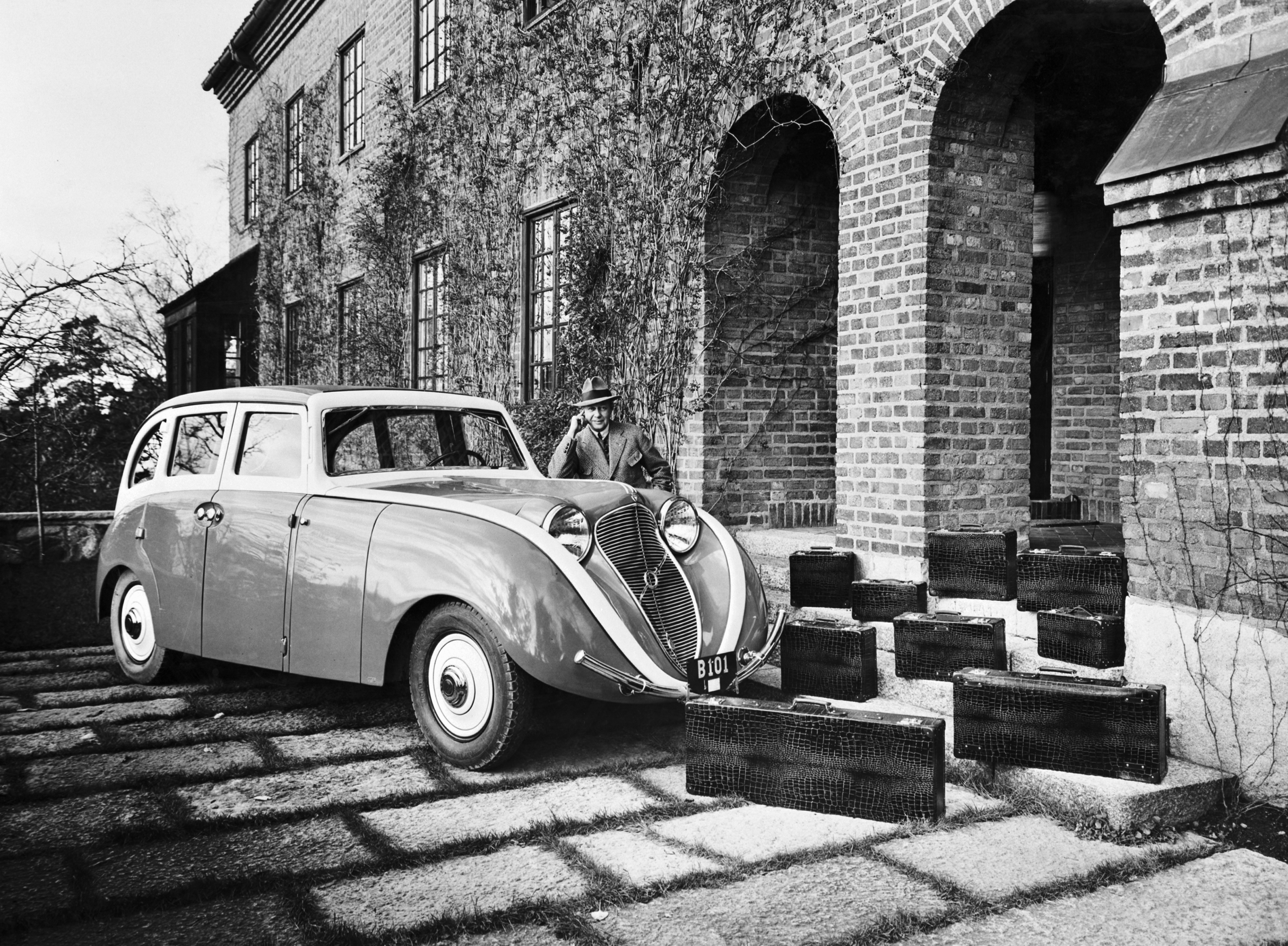
Venus Bilo.

År 1933 presenterade Gustaf L.M. Ericsson, Venus Bilo (jämför Venus Milo) på uppdrag av Volvo. Bilen skulle testa marknaden för en avancerad, strömlinjeformad bil. Bilen, byggd i ett enda handgjort exemplar, väckte stor uppmärksamhet, men alla uppskattade inte dess utseende och man skämtade en del om den i pressen. Någon serietillverkning blev det aldrig, men Venus Bilo banade väg för mer strömlinjeformade karosser i senare modeller, bland annat den klassiska Cariocan (Volvo PV36) som presenterades 1936.
Volvos serviceskola startade 1938, huvudsakligen med föredrag och servicemöten för reparatörer runt om i Sverige. Under hösten 1951 fick Serviceskolan egna lokaler på Volvo i Göteborg. Där fanns specialinredda lokaler med en välutrustad verkstads- och verktygsutrustning, speciella avdelningar för dieselservice och bilelektriska arbeten. I maj 1954 diplomerades den 1 000:e eleven, räknat från undervisningens början i lokalerna på Volvo (1951).

### Första Volvon i USA
År 1933 lämnade den svenske konstruktören Ivan Örnberg Hupmobile i USA för att börja på Volvo. Samma år hölls världsutställningen i Chicago. En museiman från Göteborg och två tidningsmän bestämde sig därför för att besöka Chicago, och valde då att göra resan New York-Chicago, tur och retur, i en Volvo med registreringsnumret O 9328. Myndigheten i delstaten New York, hade utfärdat tillstånd för svenska bilägare att under en tid av 30 dagar resa genom staterna med svenska bilar och svenska plåtar. Volvon var den första att få detta tillstånd. Bilen väckte stor uppmärksamhet, till och med hos Ford i Detroit.

### Krigsåren
Under andra världskriget producerade Volvo mycket militär materiel, men rustade samtidigt för tiden efter kriget. För den svenska militären tillverkades bland annat Terrängpersonvagn m/43. I september 1944 presenterades Volvo PV 444 i Kungliga Tennishallen. Intresset var stort och 148 437 besökare noterades under utställningens tio dagar. Bilen kostade då 4 800 kronor, vilket var lika mycket som Volvos första bil "Jakob" hade kostat, sjutton år tidigare. Hela 2 300 kontrakt tecknades på PV 444 under utställningstiden. PV 444 kom i produktion 1947 och blev företagets första verkliga storsäljare. Den kom att kallas "den svenska folkbilen". År 1944 lanserades en omfattande reklamkampanj, med slogan, "Volvos värde varar", som tagits fram av vd Assar Gabrielsson i anslutning till utställningen i Kungliga Tennishallen. Denna slogan användes in på 1970-talet.

### Volvos uppgång

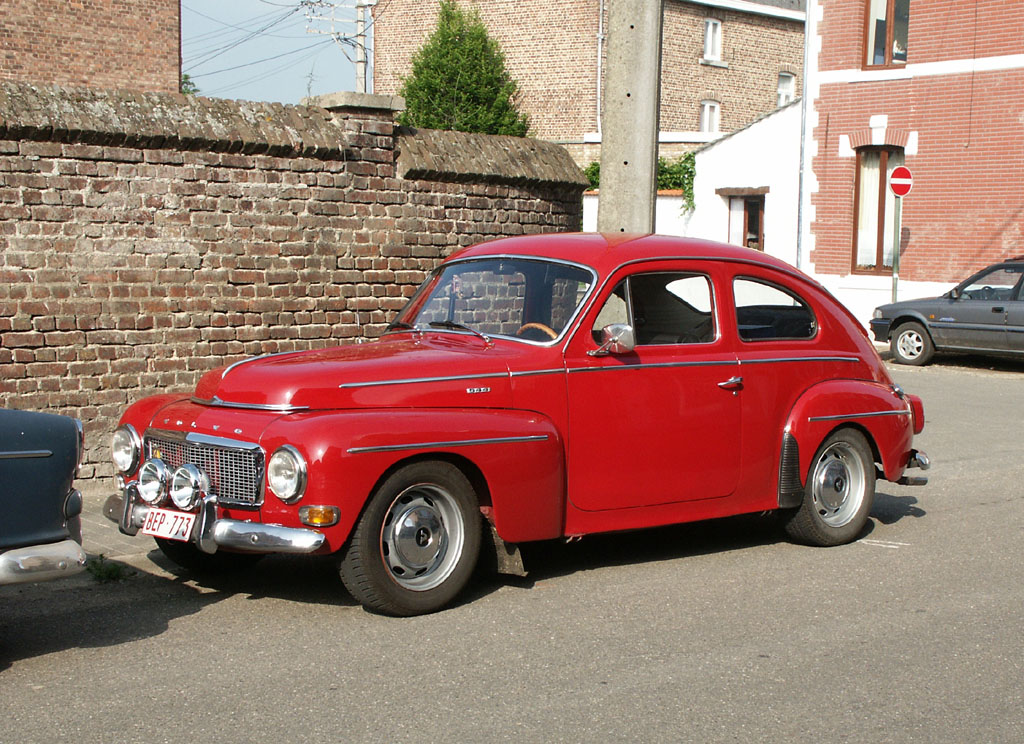
Volvo PV, en av företagets klassiska bilmodeller

Den första riktigt stora framgången fick Volvo i slutet av 1940-talet och under 1950-talet med Volvo PV 444, som totalt såldes i nästan 200 000 exemplar. Den hundratusende Volvon lämnade fabriken den 25 augusti 1949, en svart PV 444. Den modifierade versionen 544 som tillverkades fram till 1965 höjde antalet tillverkade till 440 000 exemplar under 21 tillverkningsår. En annan försäljningssuccé fick man under 1950– och 1960–talen med modellen Volvo Amazon, som i olika varianter såldes i ca 667 000 exemplar 1956–1970. Volvos växande intresse för USA visade sig i början av 1950-talet med prototypen Volvo Philip, en stor bil med tydligt amerikanska drag och V8–motor.
Koncernen 1948
- Lundbyverken, 1 350 anställda, varav 500 tjänstemän. Lokalyta 44 000 kvadratmeter. Tomt 67 800 kvadratmeter.
- Pentaverken, Skövde, 1 675 anställda, varav 275 tjänstemän. Golvyta 28 000 kvadratmeter. Tomt 92 000 kvadratmeter.
- Köpings mekaniska verkstad, 1 275 anställda, varav 225 tjänstemän. Golvyta 3 200 kvadratmeter. Tomt 171 000 kvadratmeter.
- Ulvsunda verkstäder, 280 anställda, varav 80 tjänstemän. Golvyta 8 800 kvadratmeter. Tomt 12 000 kvadratmeter.
- Svenska Flygmotor, 1 550 anställda, varav 400 tjänstemän. Golvyta 23 000 kvadratmeter. Tomt 104 000 kvadratmeter.

### Nya fabriker och export

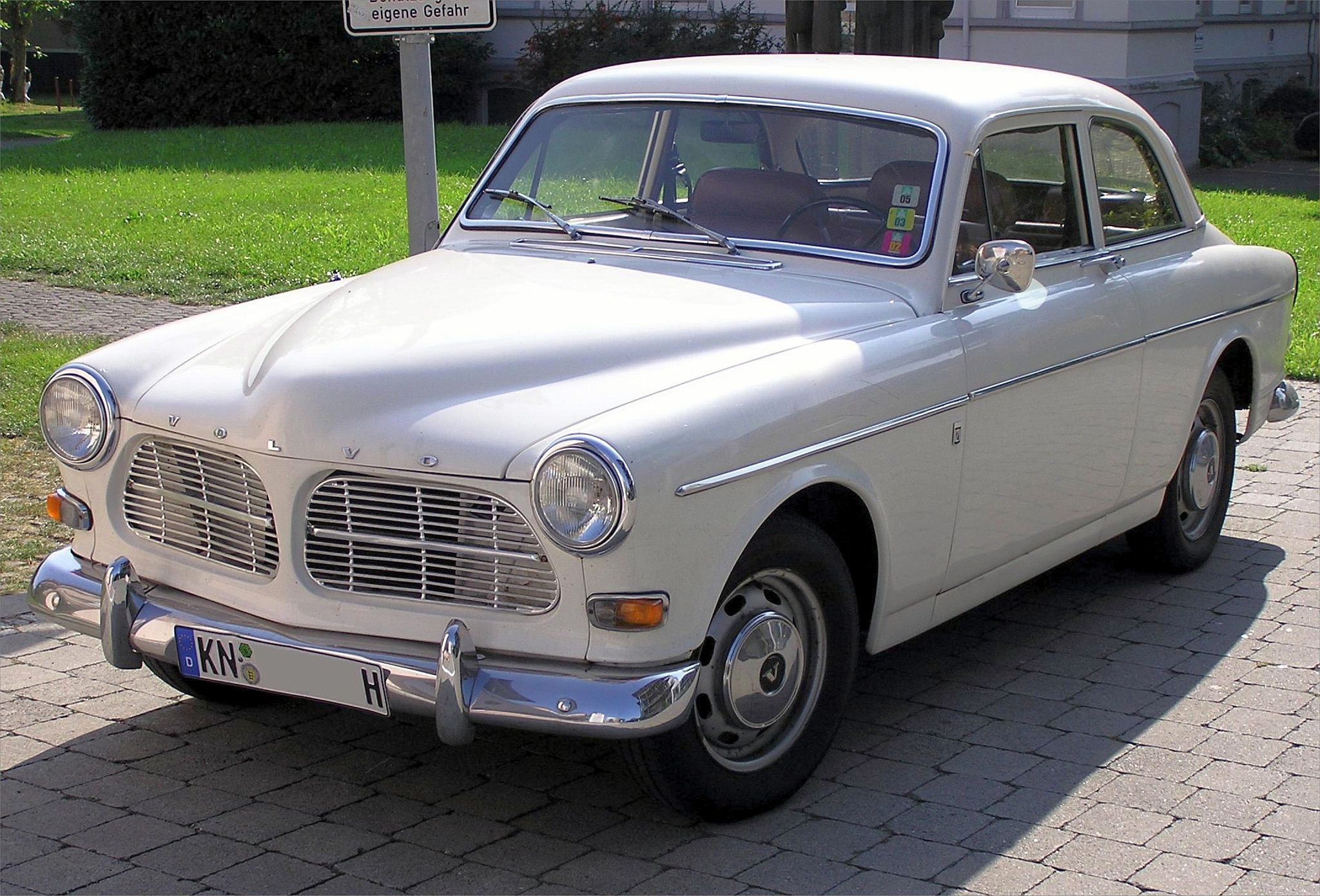
Volvo Amazon moderniserade modellprogrammet vid sin lansering 1956.

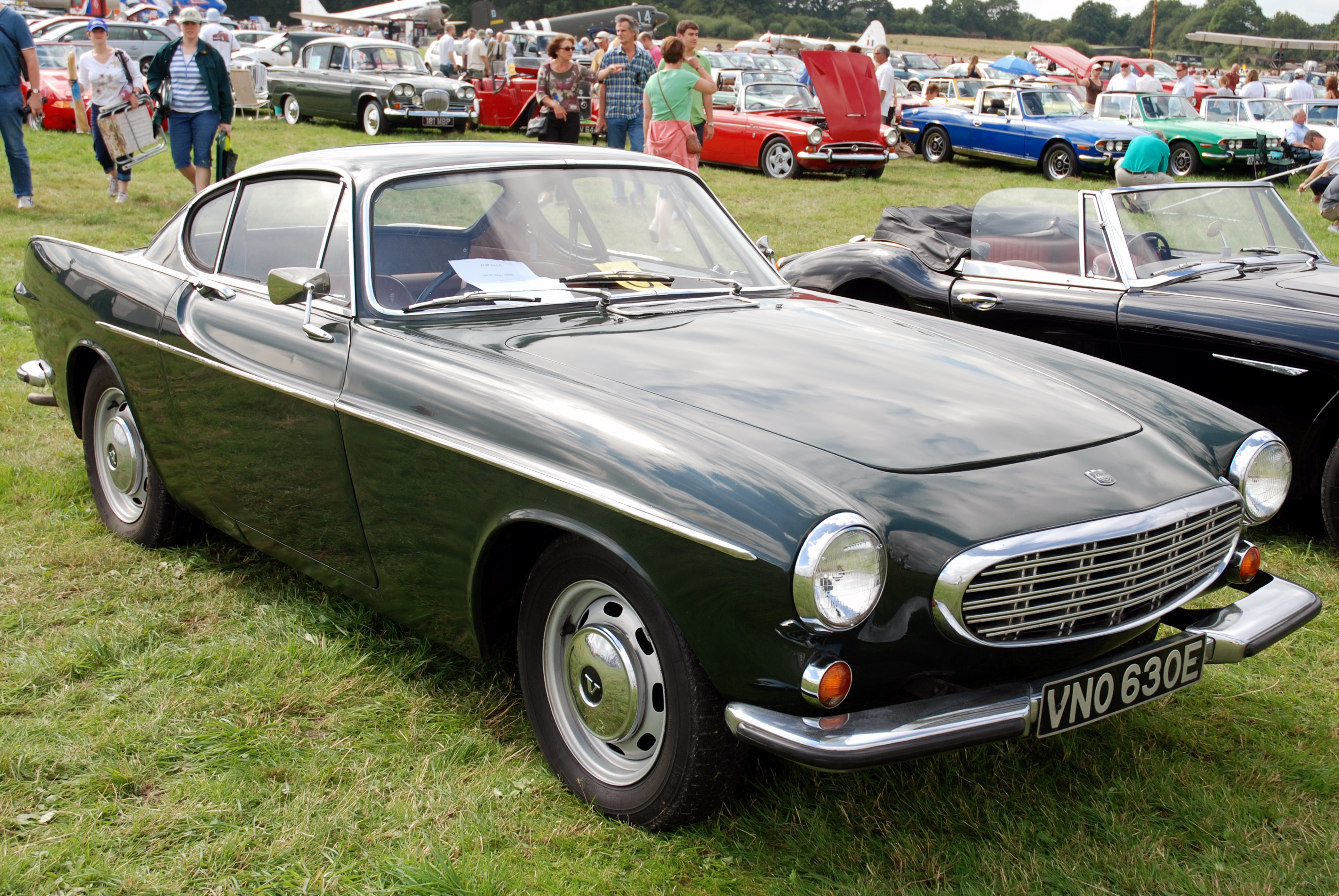
Volvo P1800, Volvos sportbil från 1961.

Under 1950-talet fick man fart på USA-exporten som varit avgörande för företagets tillväxt. År 1955 startade exporten även till Kalifornien och år 2005 exporterades över 100 000 bilar till USA. Volvo fick även exportframgångar i Europa i samband med att exporttullar togs bort. Den 1 juni 1958 startade Volvo sin verksamhet i Tyskland, genom att kontoret i centrala Frankfurt öppnades (Volvo GmbH). Chef för Volvo Tyskland blev Carl Henrik Norlander. I början koncentrerade Volvo försäljningen på de amerikaner, som var stationerade i Västtyskland, vilka väl kände till märket. Endast exportmodellerna av Volvo PV 544 och Amazon såldes. Första året såldes 200 bilar, vilket mer än femdubblades året därpå. Samtidigt såldes det 1959 ett femtiotal volvolastbilar i landet.
Volvo hyrde 1955 ett skogsparti i Säve på 35 000 kvadratmeter, vilket successivt blev företagets permanenta provbana för fordon. Senare uppfördes en provbana, Hällered, utanför Borås.
År 1956 tog Gunnar Engellau över som Volvo–chef efter Assar Gabrielsson som blev styrelseordförande. Engellau var med under tiden fram till 1970 då företaget växte som allra mest. Under Engellaus ledning fyrdubblades Volvos storlek och personbilstillverkningen blev den dominerade delen av företaget. År 1957 låg personbilsproduktionen på 42 192 och den 17 november 1959 tillverkades den 500 000:e volvon. År 1960 bildades Volvo Personvagnar Aktiebolag. År 1967 var årsproduktionen uppe i 148 742 bilar. År 1964 invigde Gustav VI Adolf Torslandaverken i Göteborg,  som ersättning för Lundbyverken, med en kapacitet på 200 000 fordon. Samma år lämnade den miljonte Volvon bandet och koncernen seglade upp som Sveriges största företag. 1965 etablerade Volvo den nya fabriken Volvo Car Gent i Belgien. Fabriken i Gent byggdes för att ha produktion inom EG–området och har utvecklats till att vara Volvos största fabrik sett till tillverkningsantal. Torslanda och Gent är idag Volvos två huvudfabriker.
1961 lanserades den i Italien ritade sportbilen Volvo P1800 som fick extra stjärnglans av att Helgonet (The Saint, spelad av Roger Moore) körde den i TV-serien med samma namn. Långt senare framkom det att det i själva verket var formgivaren och seglaren Pelle Petterson som ritat bilen under praktiktjänstgöring på Frua i Turin.

### 1966: Den moderna Volvon presenteras

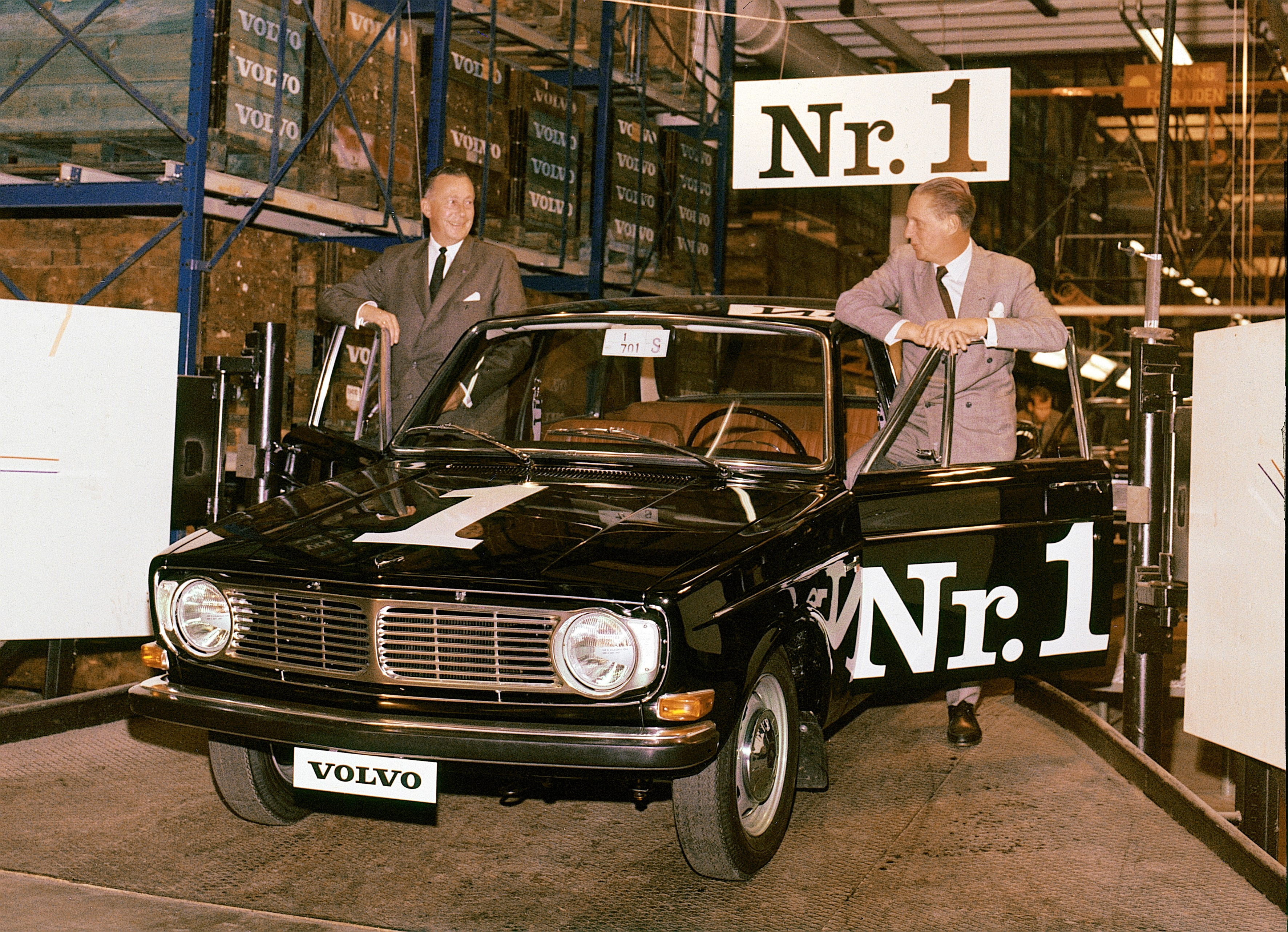
Volvos tekniska direktör Svante Simonsson (t.v.) och VD Gunnar Engellau med det första exemplaret av Volvo 144.

1966 kom 140–serien som markerade ett stort steg för Volvo som länge litat till 1950-talets Amazon och den ännu äldre PV 444/544 som slutat att tillverkas först 1965. 140:an hade en för tiden modern och för Volvo sedermera typisk kantig design som företaget sedan använde under decennier. 1968 följde Volvo 164, en lyxigare variant av 140-serien. Volvo 164 var den första Volvo-bilen i lyxbilsklassen på många år när den introducerades. 140:ans design fick en fortsättning i den 1974 lanserade Volvo 240. 240 var en vidareutveckling av 140:an, och i grunden användes samma kaross, men med en ny front och en hel del nya tekniska lösningar under skalet. Volvo 240 kom att tillverkas i 3,5 miljoner exemplar fram till 1993. Med 140– och 240-serierna fick Volvo stora framgångar med kombibilar.

### 1970–talet: Oljekris och negativ trend för Volvo

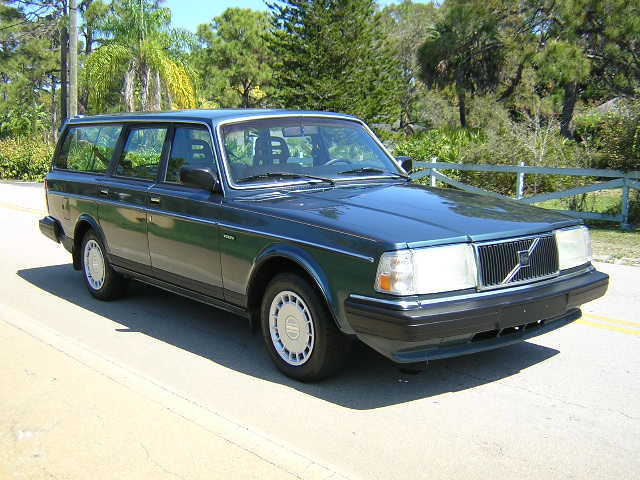
En typisk Volvokombi är Volvo 245. Volvo 245 är enligt många urtypen för en Volvo.

1970-talet dominerades av oljekriserna 1973 och 1979 och bristen på nya modeller från Volvo. Man kom förvisso med Volvo 240 men detta var en vidareutveckling av 140:n. Man fick dessutom svåra kvalitetsproblem med lackeringen under en period. 1970-talet var också årtiondet då man tog fram flera konceptbilar där Volvo VESC var den som fick störst inflytande över kommande produktioner. En ny fabrik som fick stor uppmärksamhet för sin utformning var Volvo Kalmarverken som började sin tillverkning 1972. Volvo planerade även att öppna en fabrik i Chesapeake i Virginia i USA. Den började byggas men kort innan starten 1976 stoppades fabriken.
Den tremiljonte Volvon lämnar Torslandafabriken, en mellanblå 245:a. Röda Korset i Genève fick bilen som gåva.

#### DAF blir en del av Volvo

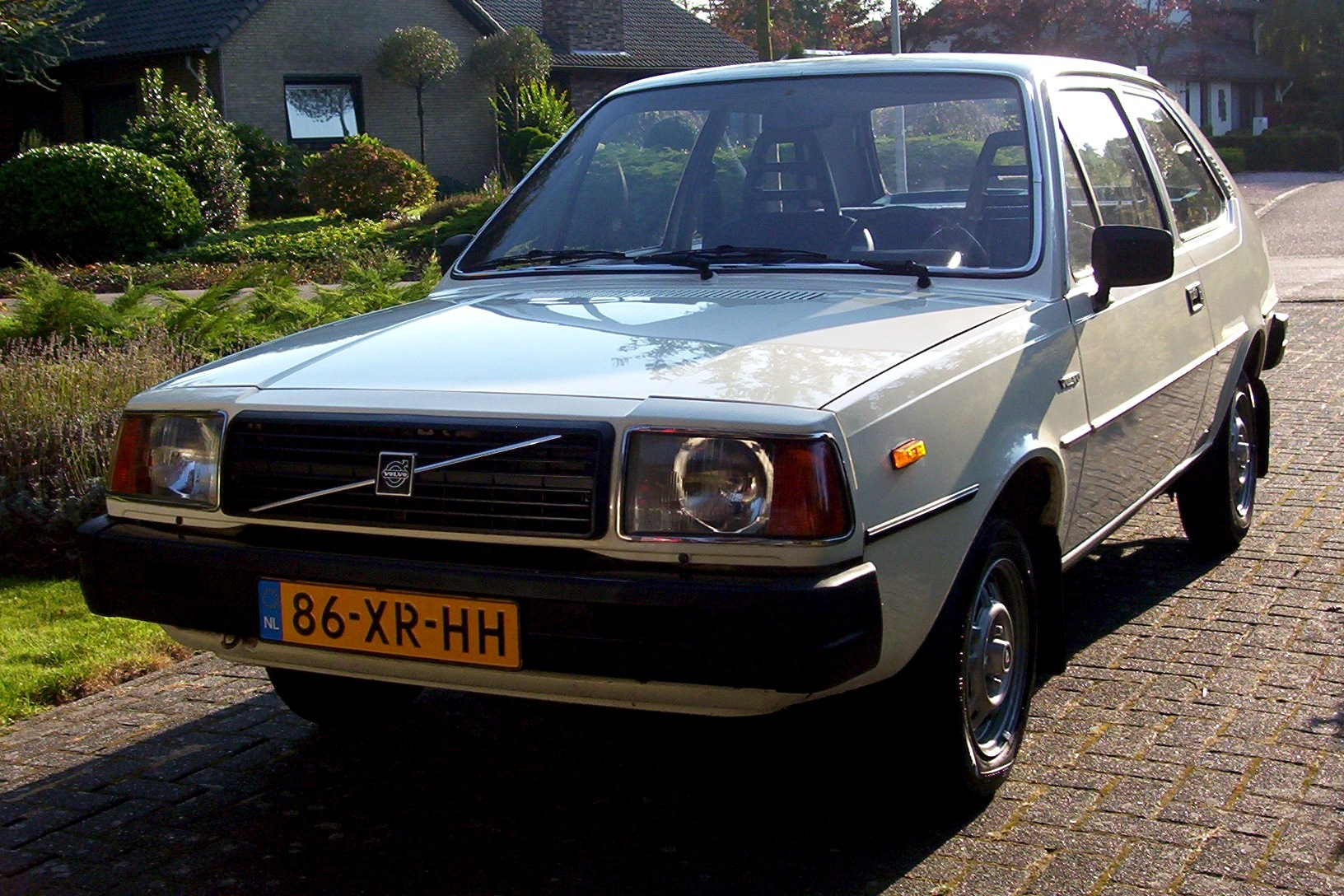
Behovet av en mindre bil gjorde att man köpte DAF:s personbilsdivision och utvecklade Volvo 343 från DAF 66.

Under 1970-talet köpte Volvo den nederländska fordonstillverkaren DAF:s personbilsdivision. Den första bilen blev Volvo 66 som var en något ombyggd DAF 66. Bland annat hade man modifierat Variomatic-växellådan så att man i Volvo 66:an inte längre kunde starta bilen utan att ha lådan i neutralläge. Den första modellen helt och hållet under Volvos regim, var ursprungligen tänkt som en DAF, DAF 77, men lanserades istället som Volvo 343 1976. Volvos köp av DAF var tänkt att fylla ut den lucka som Volvo haft i småbilsklassen och för den delen mellanbilsklassen. I köpet ingick fabriken i Born i Nederländerna.
Under vd:n Pehr G Gyllenhammar, som efterträtt Gunnar Engellau 1970, lanserades 1978 idén om ett samgående med Saabs personbilsdivision – men detta blev aldrig av. Under Gyllenhammars ledning började Volvo samtidigt rikta in sig mot diversifiering, där man ville få in företaget på andra marknader då man trodde att bilrörelsen skulle gå allt sämre (bl a Procordia, Volvo Fritid). Fokus skingrades – men det var bildelen som senare skulle bli avgörande för framgångarna och de övriga delarna såldes senare av.

#### Volvo 50 år
1977 ägde ett stort 50-årsjubileum rum vilket bland annat tog sig uttryck i den originella coupé-modellen Volvo 262C (design Bertone). Volvo gjorde även jubileumsbil i 240–serien som bland annat pryddes med den speciella jubileumslogotyp som togs fram. Under jubileumsåret tillverkades 225 700 bilar. År 1978 blev Håkan Frisinger den förste chefen för nybildade Volvo Personvagnar AB. Han och Lars Malmros var dessutom vice verkställande direktörer i AB Volvo där de med verkställande direktör Pehr G. Gyllenhammar utgjorde en ledartrio.
I slutet av 1970-talet tog arbetet med att få fram en helt ny personbilsmodell fart i syfte att ersätta den 1966 lanserade 140, som 1974 vidareutvecklats till 240. En första försmak blev konceptbilen Volvo VCC, som visades 1980. I början av 1980-talet kom även sportigare varianter av Volvo 240 i GLT och Turbo. Samtidigt uppgraderades Volvo 240 med bland annat en ny front.

### 1980–talet: Framgångsår

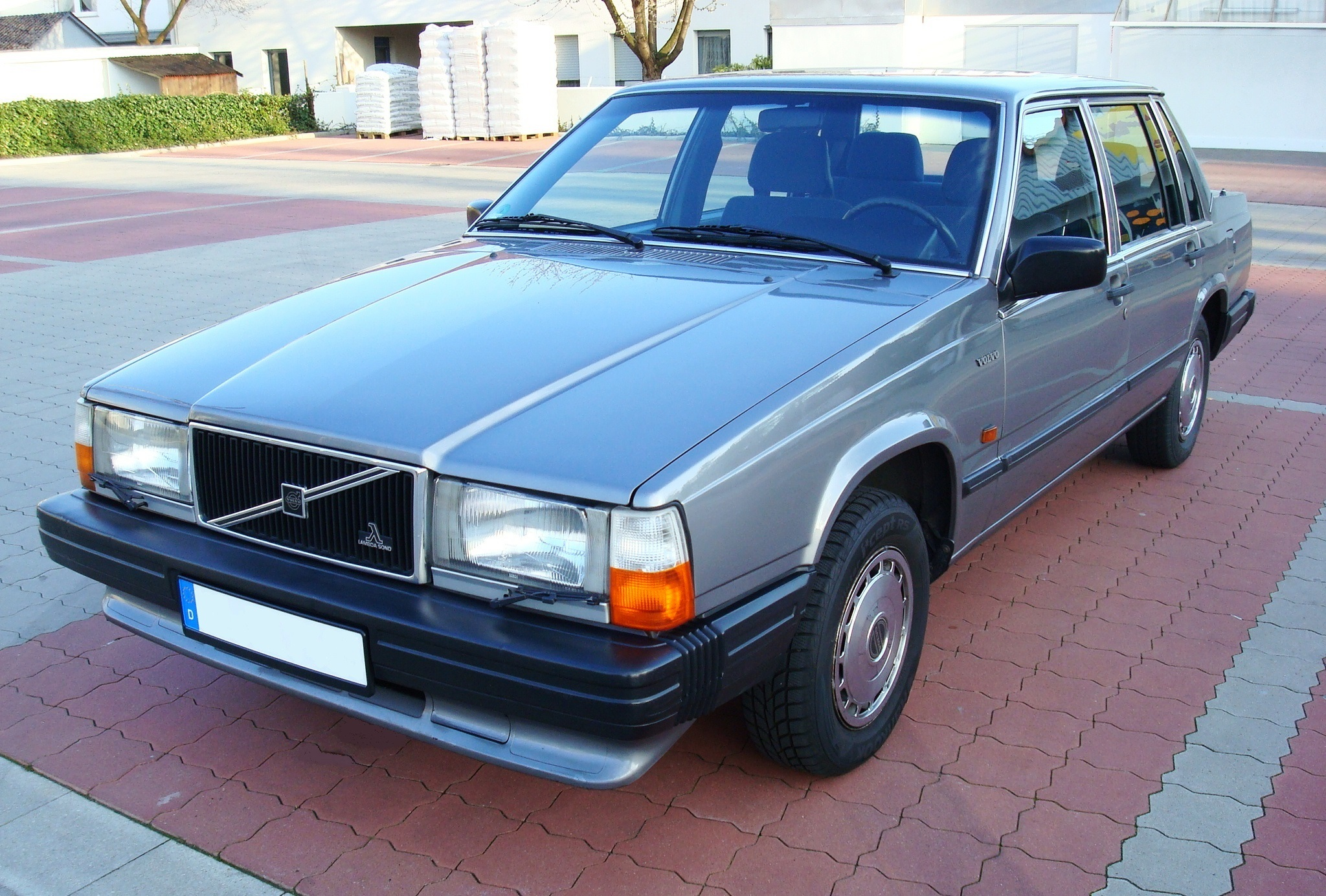
Volvo 740.

1982 lanserade man den lyxiga 760–serien, som 1984 följdes av 740–serien som var en enklare version av 760–serien. Kombimodellen av 740/760–serien kom 1986. 740–serien blev en stor framgång för Volvo, som även fortsatte att tillverka 240–serien. Efter ett problemfyllt 1970–tal (oljekris, få bilmodeller, problem med kvalitén under en period) fick Volvo stora framgångar under 1980-talet. 1983 och 1987 slog företaget tillverkningsrekord med 372 400 respektive 423 800 tillverkade Volvobilar. 1988 öppnades Volvo Uddevallaverken men fabriken lades ner efter fem år.
I slutet av 1980-talet lanserade man 400–serien som ersatte den på 1970-talet lanserade 300–serien.  400-serien var framhjulsdriven och gav en första antydan om nya tankar hos Volvo. Man skapade även en sportbil – Volvo 480. Volvo fick dock varken med 440/460 eller sportbilen 480 någon större succé och de förde en tämligen anonym tillvaro under de år de tillverkades. Christer Zetterberg utsågs 1990 till vd och koncernchef för Volvo. Därmed bröt han den roll Pehr G. Gyllenhammar haft sedan 1983. Samtidigt blev Lennart Jeansson vd för Volvo PV istället för Roger Holtback.

### 1990–talet: Ny inriktning

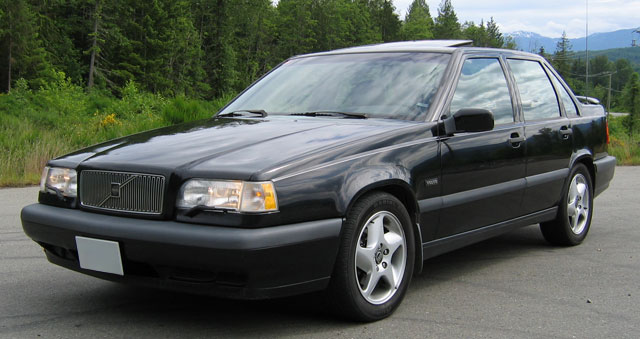
Volvo 850

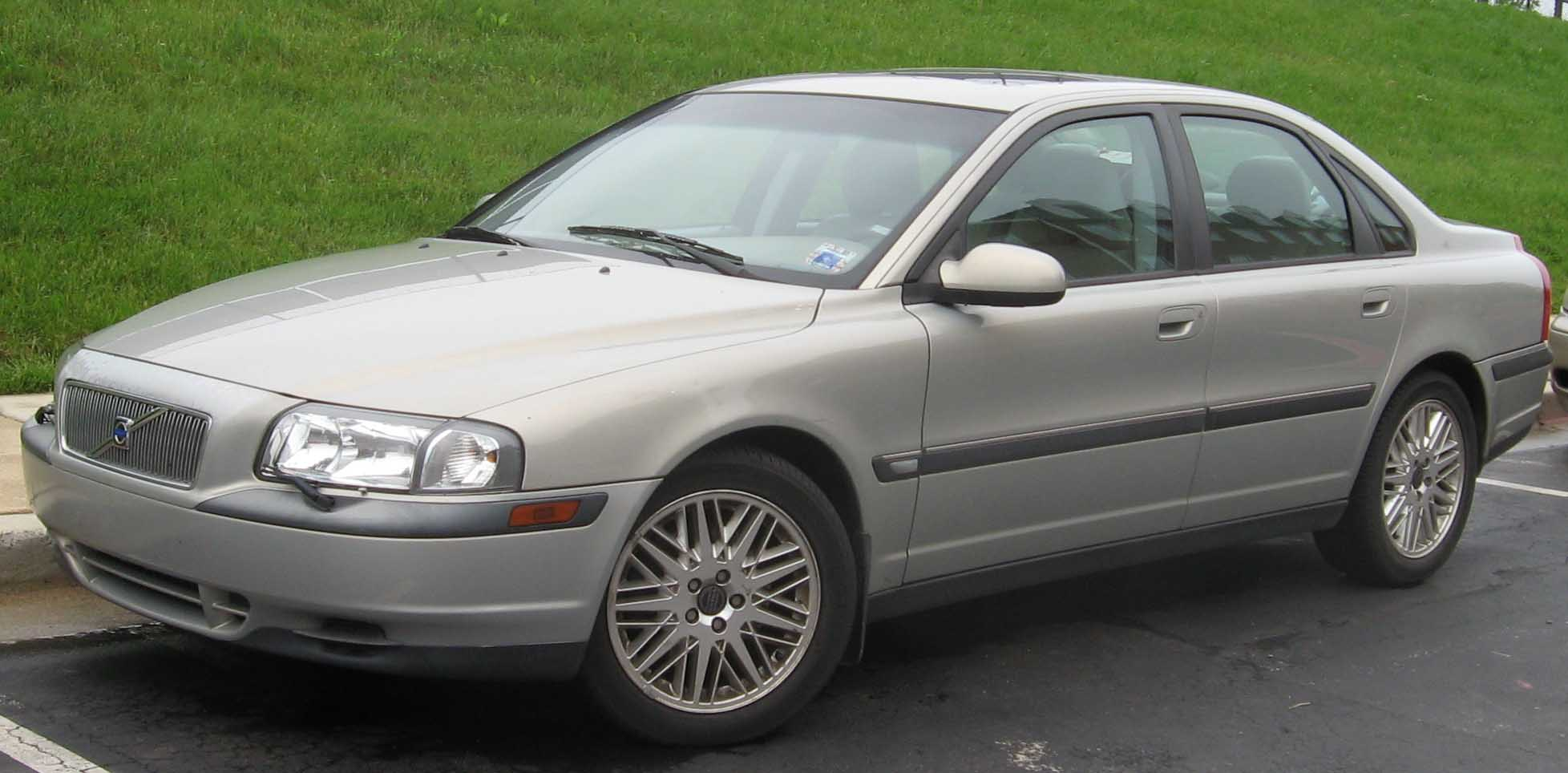
Volvo S80 markerade Volvos nya design.

Under 1990-talet genomgick Volvo flera stora förändringar, inte minst 1999 när Volvo Personvagnar köptes upp av Ford Motor Company. Volvo har satsat alltmer på att få en image med både säkerhet men även en sportigare sida av märket. 1991 lanserades 850–serien som var Volvos första framhjulsdrivna bil i storbilssegmentet och som dessutom hade en helt ny femcylindrig, tvärställd motor - helt nytt för en Volvo. Den stod i stor kontrast till den föråldrade Volvo 240 som hölls i produktion fram till maj 1993 då den sista Volvo 240, en blå Volvo 240 i kombiversion, lämnade bandet. Också 740–serien ersattes, av 940–serien, som producerades mellan 1991 och 1998, och som blev känd för att vara problemfri och pålitlig.
En annan epok fick sitt slut 1993 då Pehr G Gyllenhammar lämnade Volvo efter över 20 år som ledare för företaget. Gyllenhammar ville inleda en fusion med Renault men saknade stöd inom företaget och fick gå. Nu klev Sören Gyll fram som Volvochef och inledde omstruktureringen av verksamheten med ett ökat fokus på biltillverkningen. Gyll hade efterträtt Christer Zetterberg som vd för AB Volvo vid bolagsstämman 1992. 
1995 kom Volvo S40 som visade på ny Volvo–design som utvecklades kraftigt i efterföljande modeller med start i och med Volvo S80:s introduktion 1998, som tydligt angav ett nytt formspråk.
1999 beslöt AB Volvo och dess vd Leif Johansson som 1997 efterträtt Sören Gyll att sälja Volvo Personvagnar till amerikanska Ford Motor Company. Motiv till försäljning var bland annat svårigheten att klara sig som liten enskild personbilstillverkare i den tuffa konkurrensen med storkoncerner. Bland annat pekades på de omfattande kostnaderna för att utveckla bilmodeller på egen hand.

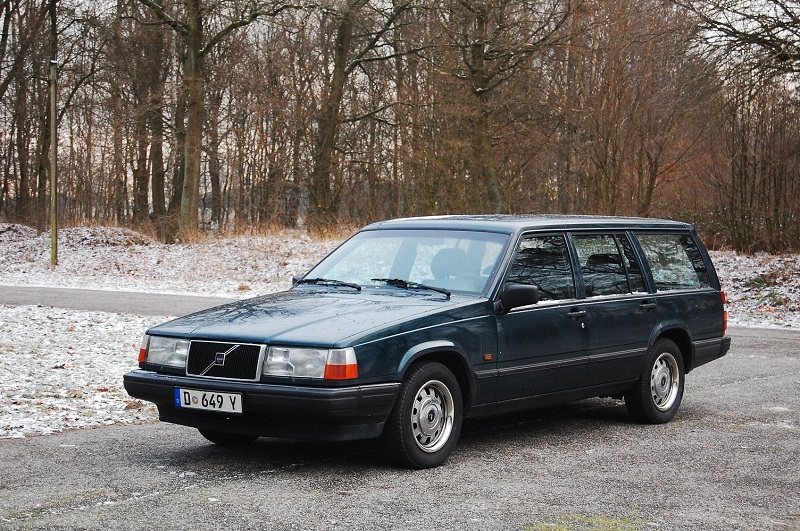
Volvo 940-serien. Volvos sista bakhjulsdrivna bilar (till dess att XC40 Recharge fick ett lyft i och med årsmodell 2024).
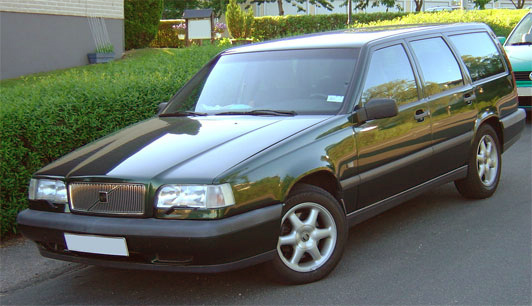
Volvo 850  var den sista Volvomodellen som formgavs av designern Jan Wilsgaard.

### Volvo Personvagnar som en del av Ford

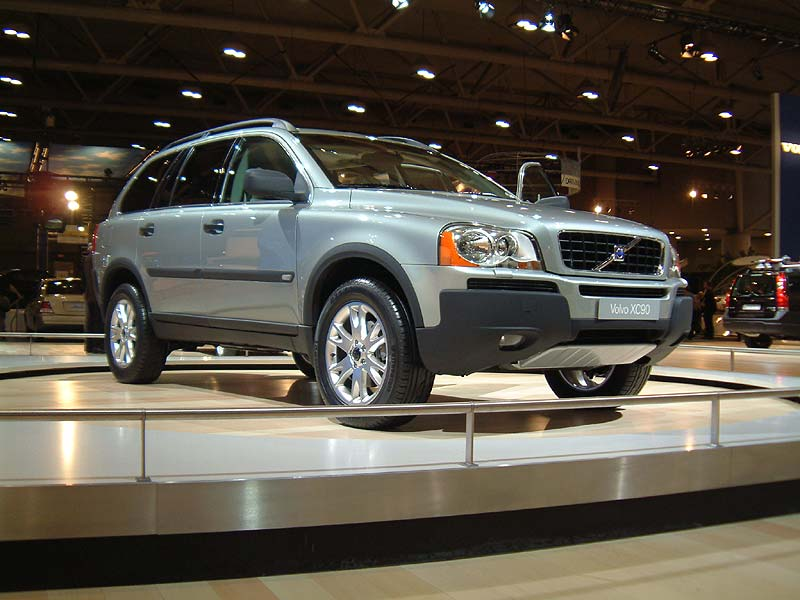
Volvo XC90 blev en försäljningssuccé när den lanserades 2002.

Volvo PV fick som en del i Ford andra förutsättningar. Volvo PV var fram till mars 2009 en del av Ford Premium Automotive Group (PAG) tillsammans med Aston Martin, Land Rover och Jaguar. Volvo utvecklade flera nya modeller som sålde mycket bra – till exempel Volvo XC90. Produktionen ökade stadigt och företaget gick fortsatt bra – i motsats till Ford i sin helhet. Ett långsiktigt mål på 600 000 tillverkade bilar per år sattes. Tillverkningstalen stagnerade efter en topp på 456 000 tillverkade fordon 2004 och Volvo tillverkade som bäst 449 255 bilar år 2011.
Hösten 2008 lanserades programmet DRIVe med Volvo C30, S40 och V50 1.6D DRIVe. Modellerna klassades som miljöbil enligt de svenska kraven på koldioxidutsläpp om maximalt 120 g/km. DRIVe började som en konceptbil på Frankfurt bilsalongen 2007 i form av en modell kallad C30 Efficiency.

#### Försäljningsrykten
Ryktena om Fords planer att sälja Volvo kom igång på allvar under våren 2007, då tidningarna Autocar och Financial Times hävdade att tyska BMW var intresserade av att lägga ett bud. Detta förnekades dock av Ford. Under våren 2009 bekräftade slutligen Ford att de vill sälja Volvo, precis som de tidigare gjort med Aston Martin, Jaguar och Land Rover. Den kinesiska biltillverkaren Zhejiang Geely Holding Group, svenska Konsortium Jakob och ett amerikanskt konsortium vid namn Crown
visade öppet intresse. Ford valde senare Geely som köpare och affären slutfördes den 2 augusti 2010.

### Volvo Personvagnar som en del i Geely

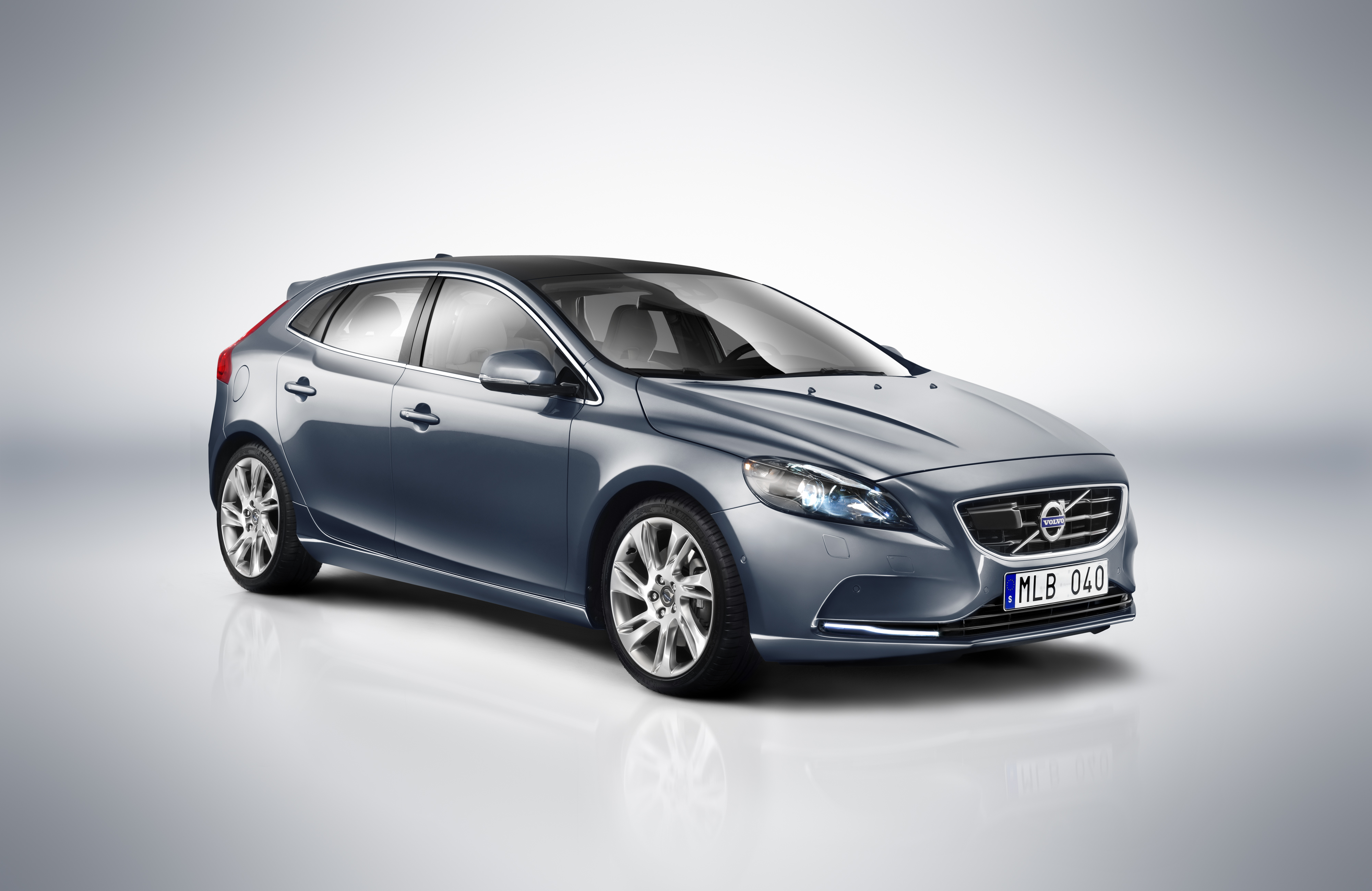
Nya Volvo V40 lanserades 2012.

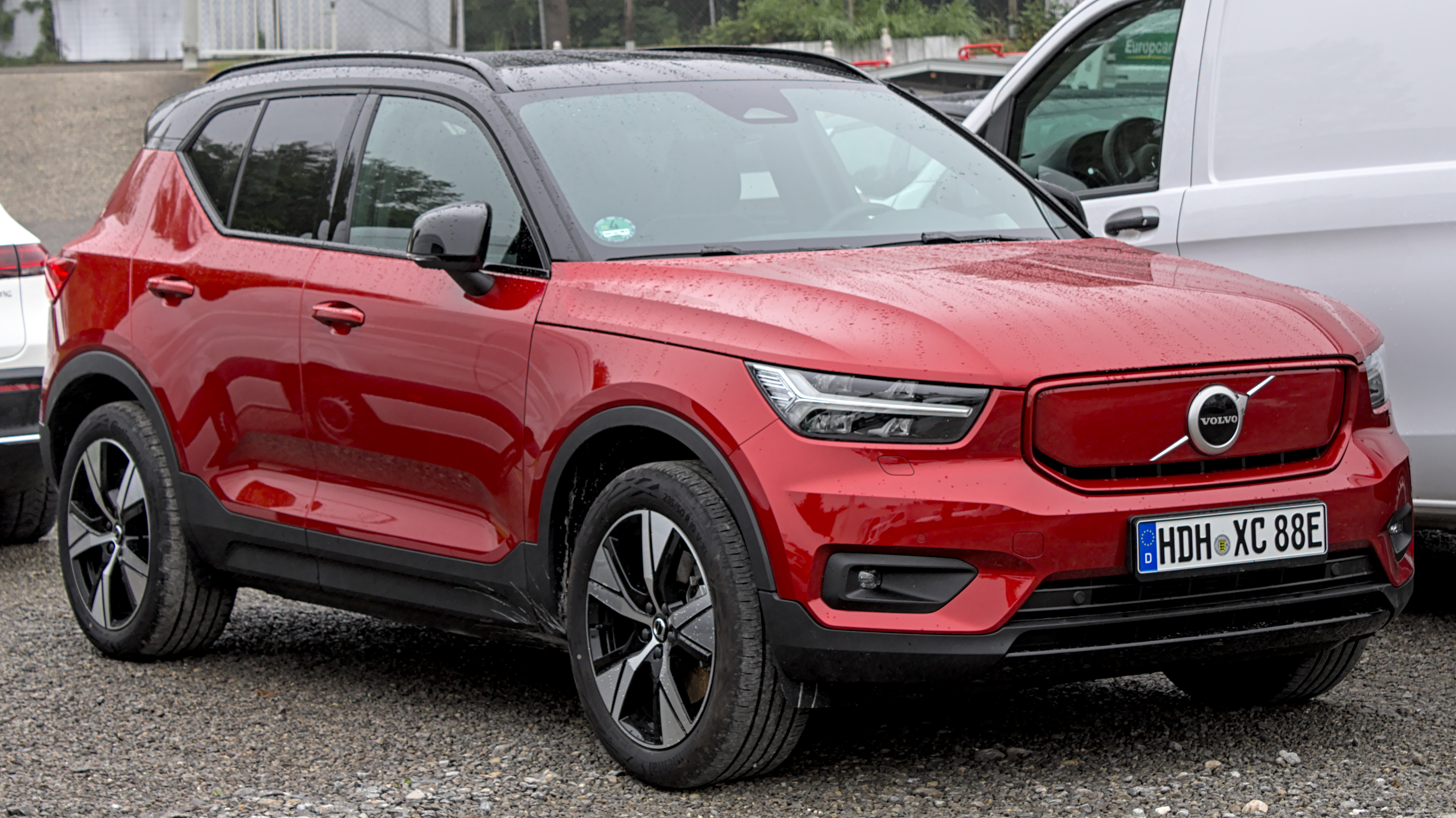
XC40 Recharge

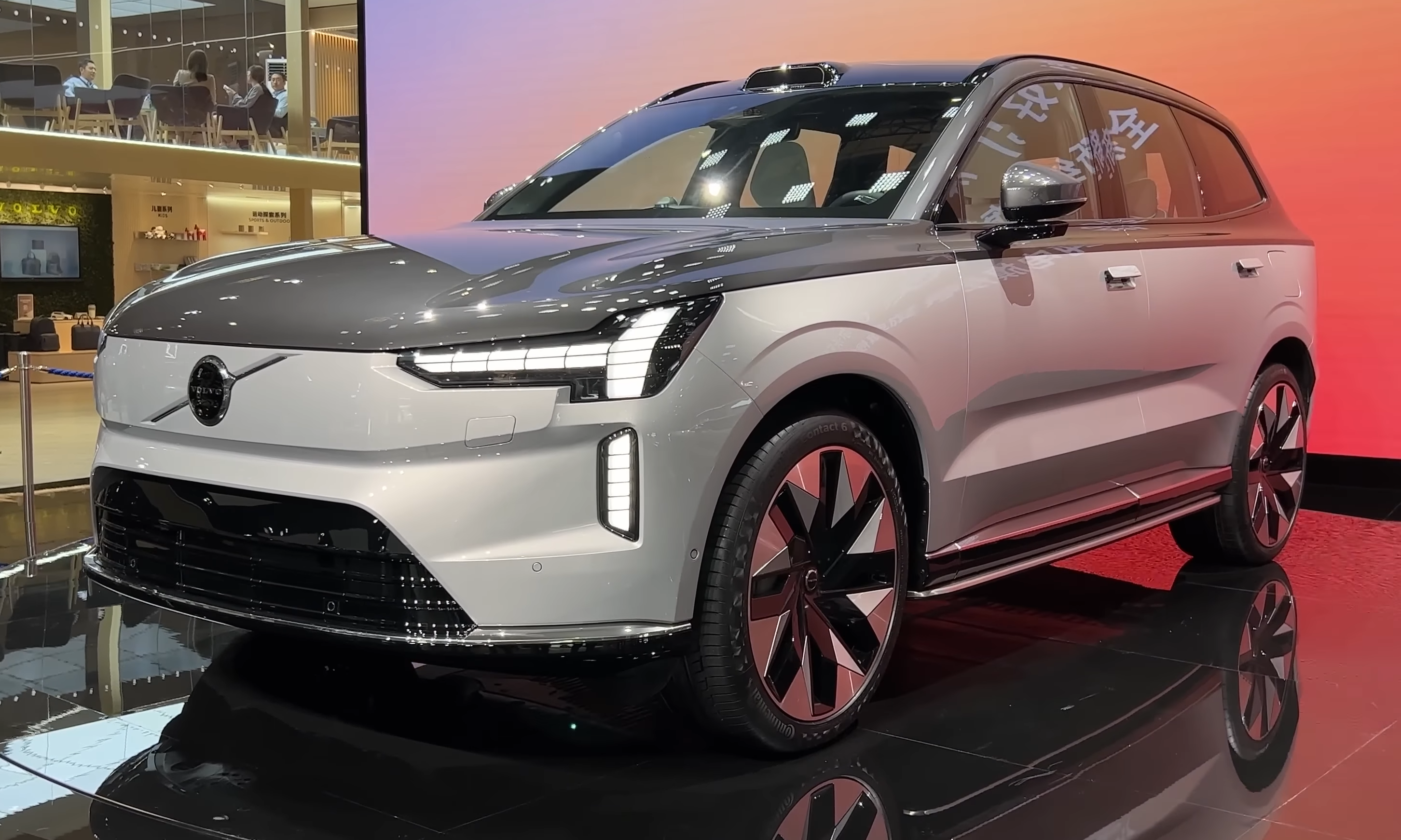
Volvo EX90

Den 28 oktober 2009 lade kinesiska Zhejiang Geely Holding Group ett bud på Volvo Personvagnar om 1,8 miljarder USD, vilket accepterades av ägaren Ford. Den 28 mars 2010 undertecknade företrädare för Zhejiang Geely Holding Group ett köpeavtal med Ford, och meddelade att förvärvet beräknades vara slutfört under det tredje kvartalet 2010,. Den 2 augusti 2010 meddelade Geely och Ford vid en presskonferens i London att köpet av Volvo Personvagnar var slutfört. Ny styrelseordförande i Volvo Cars blev Zhejiang Geely Holding Groups grundare och ägare Li Shufu. 
Stefan Jacoby var 2010–2012 vd för Volvo Personvagnar. Jacoby hade tidigare varit verksam inom Volkswagen och Mitsubishi. Under hans ledning inleddes arbetet på att ta fram nya modeller. Peter Mertens utsågs till utvecklingschef 2011 och ledde arbetet med nya modeller som XC90, S90, V90 och XC60. En annan viktig rekrytering var Thomas Ingenlath som blev ny designchef. Ett nytt formspråk utvecklades med en mer markant grill och karaktäristiska strålkastare. På tekniksidan utvecklades bottenplattan Scalable Product Architecture (SPA) och en ny motorfamilj i Volvo Engine Architecture (VEA).
Nya fabriker har sedan Geelys uppköp etablerats i Kina: Chengdu, Daqing, Luqiao och Zhangjiakou. 2018 öppnades även den första fabriken i USA. I Charleston i South Carolina tillverkas Volvo S60 för den amerikanska marknaden men även för export. Kina har utvecklats till Volvos största marknad följd av USA och den svenska hemmamarknaden. 
Volvo Personvagnar övertog i maj 2013 hela ägandet av Pininfarina Sverige AB och fabriken i Uddevalla. Fabriken i Uddevalla hade vid årsskiftet 2011 cirka 600 anställda, vilket då gjorde den till den största privata arbetsgivaren i staden. Fabriken producerade under 2010 totalt 9 532 bilar, jämfört med Torslandafabrikens 136 323 bilar och Gents 223 117 bilar. 2013 upphörde personbilsproduktionen i Uddevalla.[4]
2017 presenterades Volvo XC40 som 2018 utsågs till Årets bil i Europa. Det var första gången Volvo någonsin mottog utmärkelsen. 2019 följde lanseringen av en batteridriven version.
Volvo Car Group består förutom av Volvo av Zenseact, Care by Volvo och M. Volvo äger 50 procent av Polestar och 30 procent i Lynk & Co. CEVT på Lindholmen Science Park i Göteborg med Geely Innovation Centre utvecklar ny teknik åt Volvo och koncernkollegorna Geely, Lynk & Co och Lotus.

#### Börsintroduktion
Den 29 oktober 2021 introducerades Volvo Cars på Stockholmsbörsen genom en nyemission av 377 358 490 B-stamaktier (VOLCAR B) med en kurs om 53 SEK per aktie, för ett totalt kapitaltillskott om 20 miljarder SEK. Givet introduktionskursen är det totala marknadsvärdet för alla utestående aktier 158 miljarder SEK.

## Försäljningsvolymer

### Total bilförsäljning
Försäljningsvolym definieras sedan 2002 som antal bilar levererade till slutkund.
| År   | Antal bilar  | Bil                 | Lastbil              | Buss          |
| ---- | ------------ | ------------------- | -------------------- | ------------- |
| 2023 |              | 708 716             |                      |               |
| 2022 | 615 121      |                     | 145 195              | 5 815         |
| 2021 | 698 693      |                     | 122 525              | 4 522         |
| 2020 | 661 713      |                     | 93 846               | 6 215         |
| 2019 | 705 452      |                     | 131 254              | 9 731         |
| 2018 | 669 579      |                     | 127 466              | 8 426         |
| 2017 | 571 577      | 611 500             | 112 245              | 9 393         |
| 2016 | 534 332      | 455 372             | 102 857              | 9 553         |
| 2015 | 503 127      | 442 797             | 113 066              | 8 825         |
| 2014 | 465 866      | 419 909             |                      | 8 759         |
| 2013 | 427 840      | 416 177             |                      | 8 910         |
| 2012 | 421 951      | 422 580             |                      |               |
| 2011 | 449 255      | 444 732             |                      |               |
| 2010 | 373 525      | 385 543             |                      | ≤10 000       |
| 2009 | 334 808      | 111 303 + 200 797   | ≤17 859              | ≤9 839        |
| 2008 | 374 297      | 294 360 + 358 800   |                      | ≤9 889        |
| 2007 | 458 323      |                     |                      | ≤8 806        |
| 2006 | 427 747      | 178 052 + 248 751   |                      | ≤9 100        |
| 2005 | 443 947      | 185 165 + 262 260   |                      | ≤9 224        |
| 2004 | 456 224      | 188 235 + 273 191   |                      | ≤7 733        |
| 2003 | 415 046      | 166 274 + 246 627   |                      | ≤8 050        |
| 2002 | 406 695      | 133 881 + 261 269   |                      | ≤8 287        |
| 2001 | 412 390      | 145 792 + 272 874   |                      | ≤7 942        |
| 2000 | 409 059      | 150 980 + 280 397   |                      | ≤7 779        |
| 1999 | 401 509      | 105 873 + 300 846   |                      | ≤7 057        |
| 1998 |              | 399 680             | 83 280               | 10 200        |
| 1997 |              | 116 100 + 271 300   | 13 660 + 56 060      | 3 870 + 5 060 |
| 1996 |              | 114 950 + 260 850   | 14 890 + 47 860      | 3 370 + 4 070 |
| 1995 |              | 132 300 + 238 200   | 14 340 + 63 070      | 3 620 + 3 250 |
| 1994 |              | 98 700 + 253 000    | 11 730 + 57 460      | 3 110 + 2 660 |
| 1993 |              | 96 500 + 194 200    | 8 660 + 42 280       | 2 830 + 2 210 |
| 1992 |              | 121 400 + 182 800   | 9 060 + 37 410       | 2 900 + 2 760 |
| 1991 |              | 111 100 + 167 200   | 13 800 + 39 200      | 2 250 + 2 460 |
| 1990 |              | 155 900 + 220 200   | 12 700 + 42 200      | 2 170 + 2 490 |
| 1989 |              | 172 200 + 241 800   | 14 500 + 45 700      | 2 820 + 2 740 |
| 1988 |              | 180 300 + 220 300   | 14 400 + 46 100      | 2 800 + 2 700 |
| 1987 |              | 195 500 + 228 300   | 14 200 + 32 100      | 2 490 + 1 440 |
| 1986 |              |                     |                      |               |
| 1977 | ≈261 000     | 125 100 + 100 600 , | 27 296               |               |
| 1976 | ≈283 000     | [ 105 ]             | 27 101               |               |
| 1975 |              |                     | 27 678               |               |
| 1974 |              |                     | 21 080               |               |
| 1973 |              |                     | 18 763               |               |
| 1972 |              |                     | 16 992               |               |
| 1969 |              | 181 668             | 14 547               | 1088          |
| 1968 |              | 170 746             | 11 642               | 806           |
| 1967 |              | 148 742             |                      |               |
| 1966 |              |                     |                      |               |
| 1965 |              |                     | 12 476               |               |
| 1964 |              |                     |                      |               |
| 1963 |              |                     |                      |               |
| 1962 |              |                     |                      |               |
| 1961 |              |                     |                      |               |
| 1960 |              |                     |                      |               |
| 1959 |              |                     |                      |               |
| 1958 | 70 152       | 53 360              | 15 488 + 21 Traktor  | 1 323         |
| 1957 | 57 585       | 42 192 (41 488)     | 14 309 + 706 Traktor | 1082          |
| 1956 | 50 682       |                     |                      |               |
| 1955 | 45 641       |                     |                      |               |
| 1954 |              |                     |                      |               |
| 1953 |              |                     |                      |               |
| 1952 |              |                     |                      |               |
| 1951 |              |                     |                      |               |
| 1950 | 18 747       |                     |                      |               |
| 1949 |              |                     |                      |               |
| 1948 |              | ≈ 3 000             |                      |               |
| 1947 | 2 531        |                     |                      |               |
| 1946 |              |                     |                      |               |
| 1945 | 3 053        |                     |                      |               |
| 1944 |              |                     |                      |               |
| 1943 |              |                     |                      |               |
| 1942 |              |                     |                      |               |
| 1941 |              |                     |                      |               |
| 1940 | 5 698        |                     |                      |               |
| 1939 | 7 306        |                     |                      |               |
| 1938 | 6 665        |                     |                      |               |
| 1937 | 6 325        | 1 815 (1 804),      | 4 255                | 266           |
| 1936 | 4 176        | 1 330               | 2 570                | 276           |
| 1935 | 3 079        | 936                 | 1 825                | 325           |
| 1934 | 2 984        | 601                 | 2 072                | 311           |
| 1933 | 2 557        | 617                 | 1 690                | 250           |
| 1932 | 2 448        | 435                 | 1 944                | 70            |
| 1931 | 1 869(1 369) | 515                 | 855                  | 0             |
| 1930 | 1 998        | 590                 | 1 409                | 0             |
| 1929 | 1 383        | 396                 | 987                  | 0             |
| 1928 | 963(983)     | 693                 | 290                  | 0             |
| 1927 | 297          | 297                 | 0                    | 0             |
| 1926 | 10           | 10                  | 0                    | 0             |

- Jubileum 06.09.1941 [50.000 Volvo]

### De tio största marknaderna
Statistiken är tagen från årsredovisningen 2020.
| Land             | Antal bilar | Andel i % |
| ---------------- | ----------- | --------- |
| Kina             | 166 617 ▲   | 25,2%     |
| USA              | 110 129 ▲   | 16,6%     |
| Sverige          | 53 701 ▼    | 8,1%      |
| Tyskland         | 46 871 ▼    | 7,1%      |
| Storbritannien   | 46 508 ▼    | 7,0%      |
| Belgien          | 17 706 ▼    | 2,7%      |
| Italien          | 17 700 ▼    | 2,7%      |
| Frankrike        | 16 526 ▼    | 2,5%      |
| Nederländerna    | 16 164 ▼    | 2,4%      |
| Japan            | 15 542 ▼    | 2,3%      |
| Övriga marknader | 154 249 ▼   | 23,3%     |

## Produktionsorter[8]
- Göteborg  (Torslandaverken) 1964–

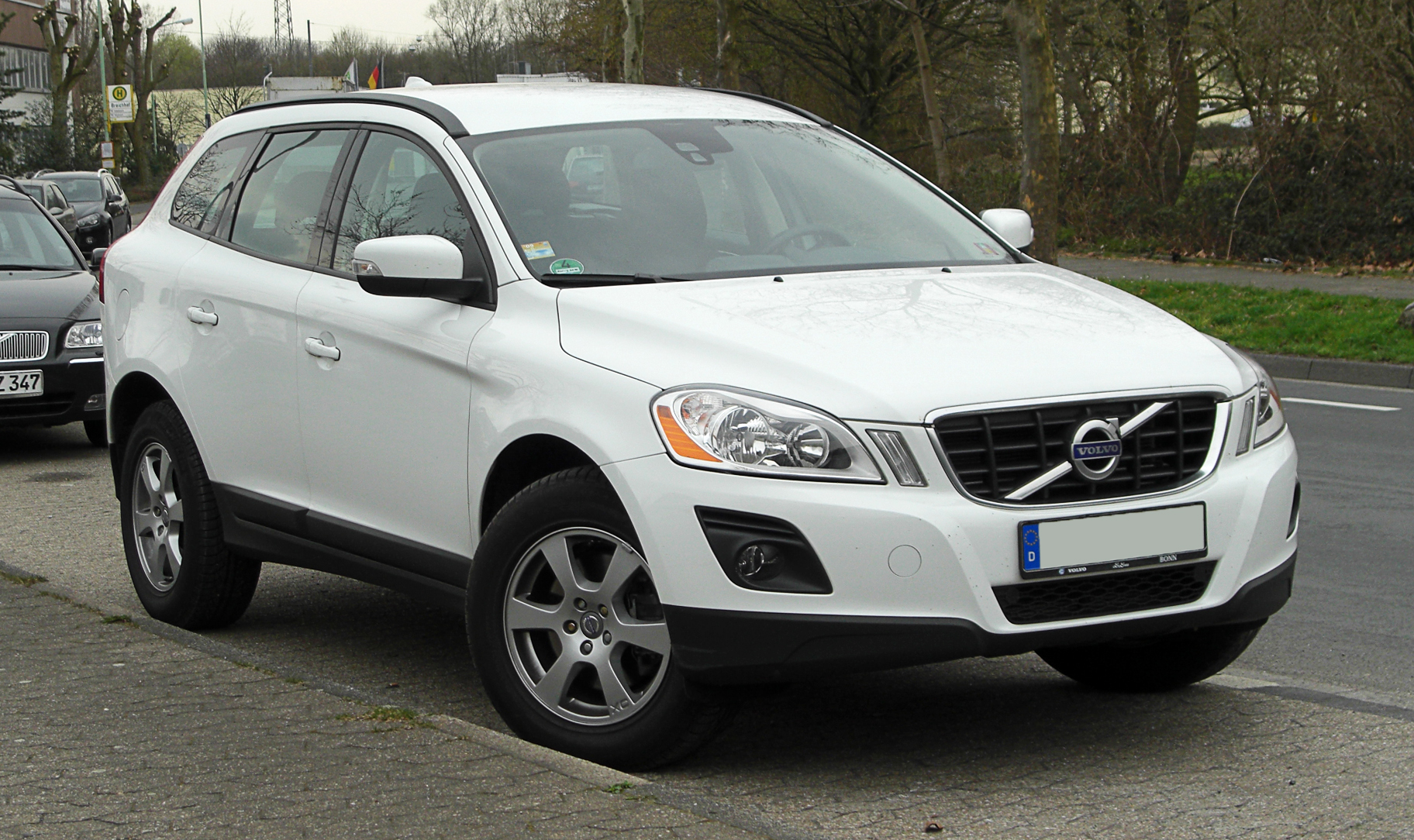
Volvo XC60 tillverkas i Gentfabriken.

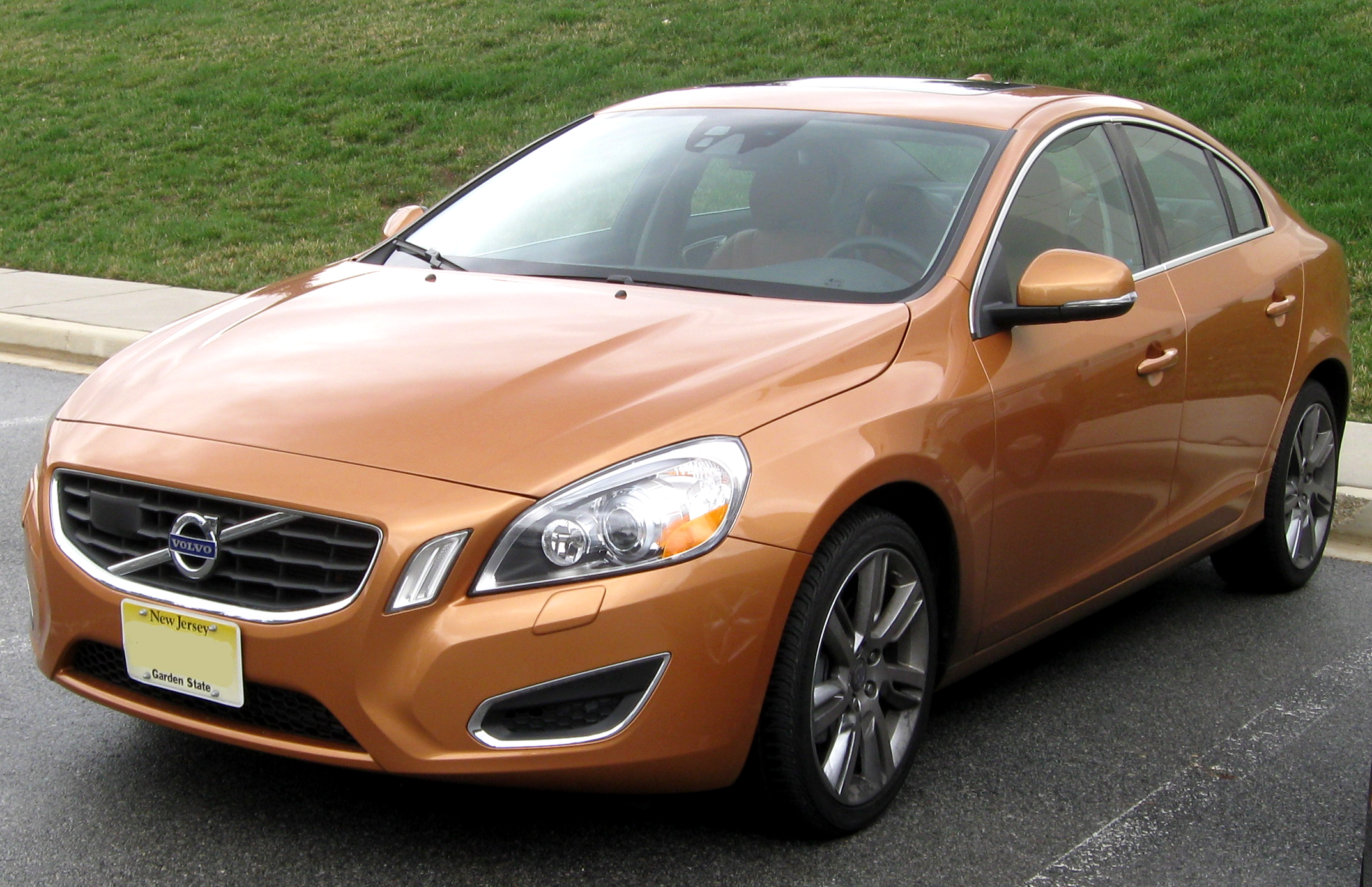
Volvo S60

  - Volvo XC90, Volvo V90, Volvo V90CC, XC60

- Gent, Belgien, Volvo Car Gent, 1965–
  - Volvo V40, Volvo XC60 (första generationen), Volvo S60, Volvo V60, XC40

- Chengdu, Kina 2013– 
  - Volvo S60L, Volvo XC60 (första generationen)
- Daqing, Kina 2014–
  - Volvo S90L, Volvo S90
- Ridgeville, USA 2018–
  - Volvo S60
- Skövde (motorer till fordonen)
  - Motorer till fordon producerade i Europa
- Zhangjiakou, Kina
  - Motorer till de bilar som produceras i Kina.

- Olofström (Volvo Olofströmsverken)
  - Volvo Cars Body Components (VCBC), (karosseridelar: dörrar, huvar, bakluckor och balkar mm, till Volvo Cars och AB Volvo)
- Luqiao, Kina 
  - Volvo XC40

Sammansättningsfabriker runtom i världen:
- Malaysia, 1968–
- Thailand

### Tidigare produktionsorter
Volvo Personvagnar har tidigare haft tillverkning (inklusive komponenter) eller sammansättning på dessa orter:
- Chongqing, Kina (Fords fabrik i Kina)
- Uddevalla, vid Volvo Uddevallaverken (tillverkning avslutad under 2013)
- Pretoria, Sydafrika (tillverkningen avslutades 2006 på grund av tvister i handelsavtal mellan EU och Sydafrika och minskad efterfrågan).
- Born, Nederländerna (1972–2004)
- Halifax, Kanada vid Volvoverken i Halifax (1963–1997)
- Kalmar (1972–1994) vid Volvo Kalmarverken
- Köping (växellådor, transmission – tillhör numera GKN Driveline)
- Lundbyverken (1927–1964)
- Dalslandsverken (1964–1991) med fabriker i Bengtsfors, Tanumshede och Färgelanda

## Modeller

### Aktuellt modellprogram

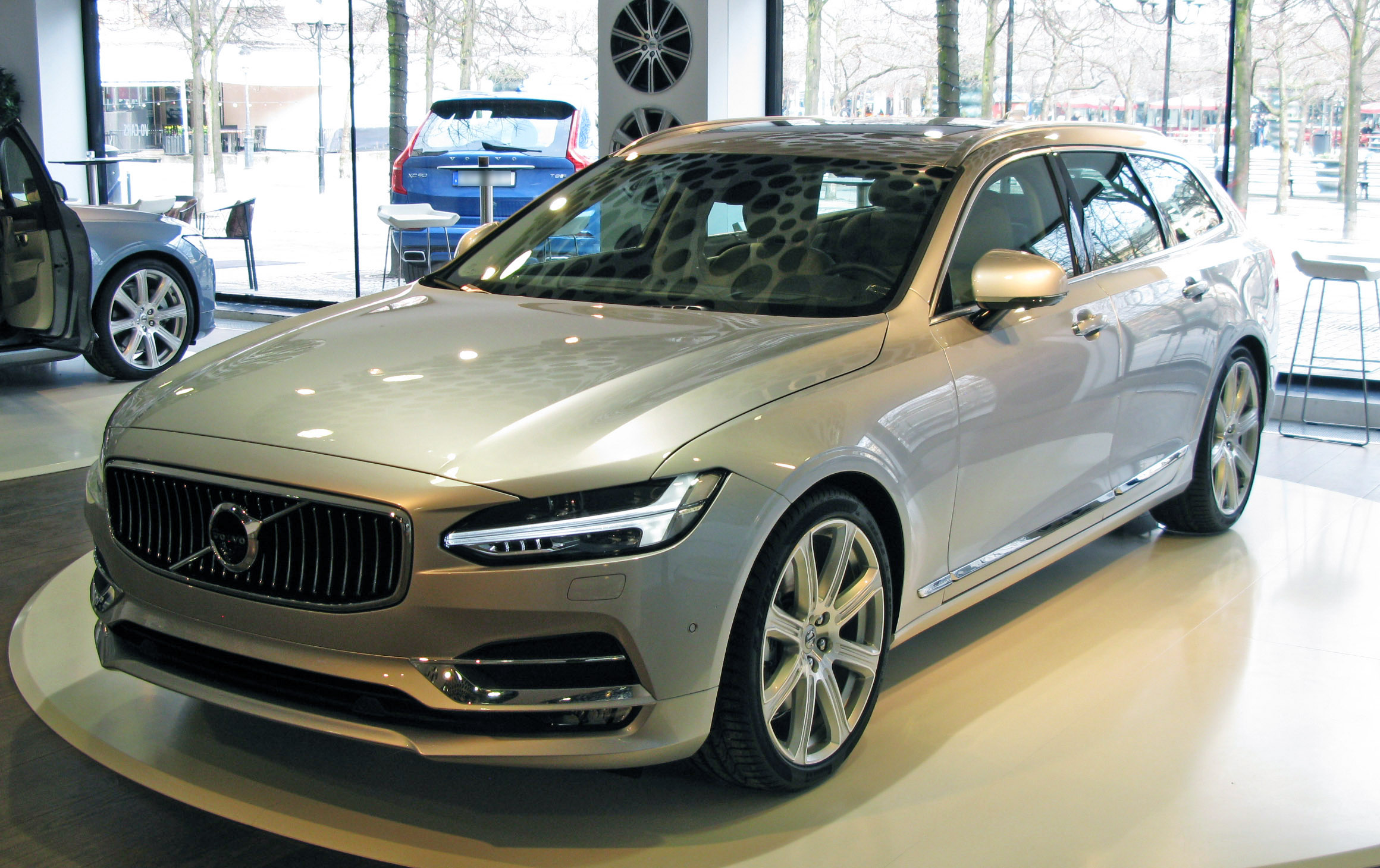
Volvo V90
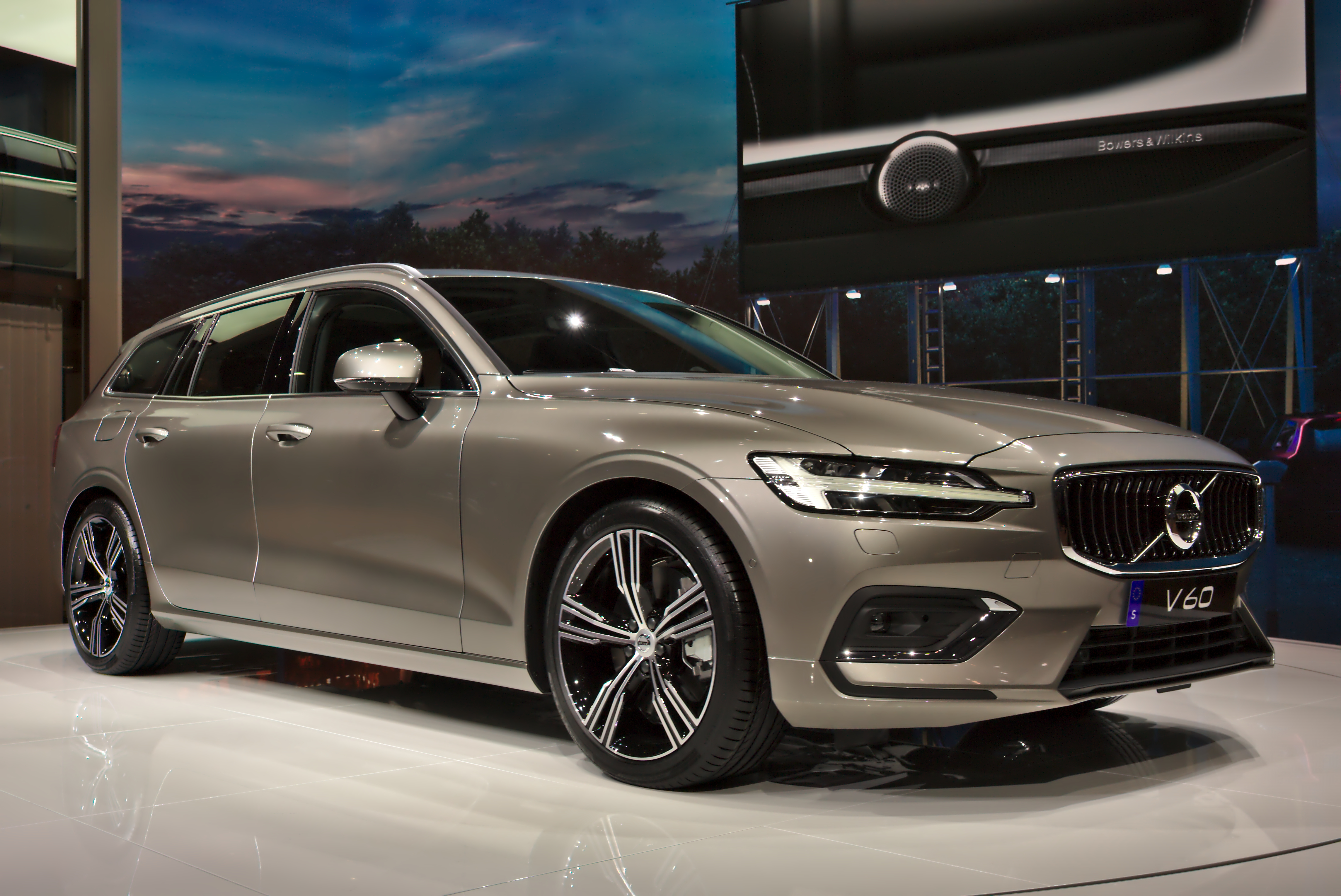
Volvo V60

Volvo använder sig av engelska för att förklara sina modellbeteckningar. Range är engelska för produktprogram.
S = Sedan
V = Versatility (mångsidighet) – herrgårdsvagn/kombi
C = Coupé/Crossover
XC = Cross Country – SUV och CUV
CC = Cross Country – förhöjda S- och V-modeller
S–Range

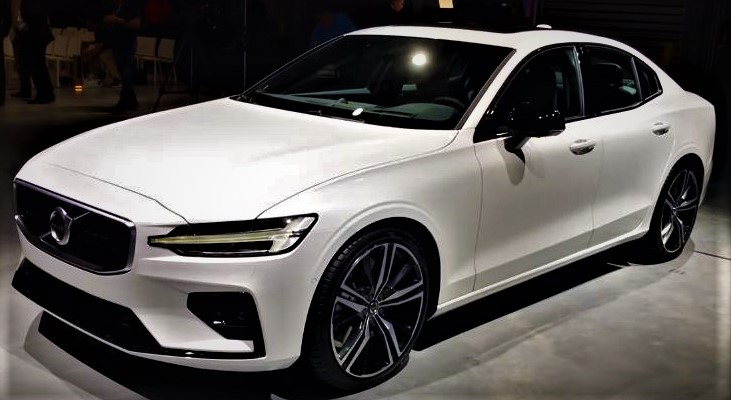
Volvo S60
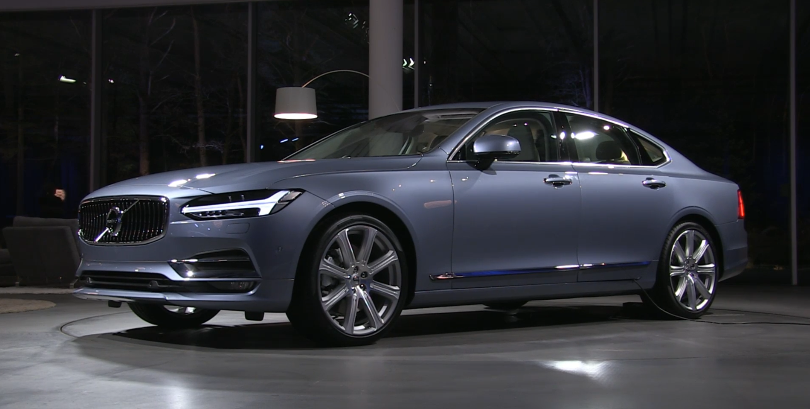
Volvo S90

- Volvo S60
- Volvo S90

V–Range
- Volvo V90
- Volvo V60

- Volvo V90
- Volvo V60

XC–Range
- Volvo XC40
- Volvo XC60
- Volvo XC90

- Volvo XC40
- Volvo XC60
- Volvo XC90

C–Range
- Volvo C40

Miljöbilar
Plug-in hybrider
- Volvo S/V/XC90 T6/T8 Recharge
- Volvo S/V/XC60 T6/T8 Recharge
- Volvo XC40 T4/T5 Recharge

Elektriska modeller
- Volvo XC40 P8 Recharge
- Volvo C40 Recharge

Prestandamodeller
Volvos prestandamodeller är T8 plug-in hybrider från 60-serien optimerade av Volvos prestandamärke Polestar. Optimeringen består av en ökning i effekt på 15 hk, nya bromsar från Brembo (S/V60) eller Akebono (XC60), stötdämpare från Öhlins och chassi optimerat av Polestar. Samtliga tre bilar har en total effekt på 405hk (318 bensin+87 el)

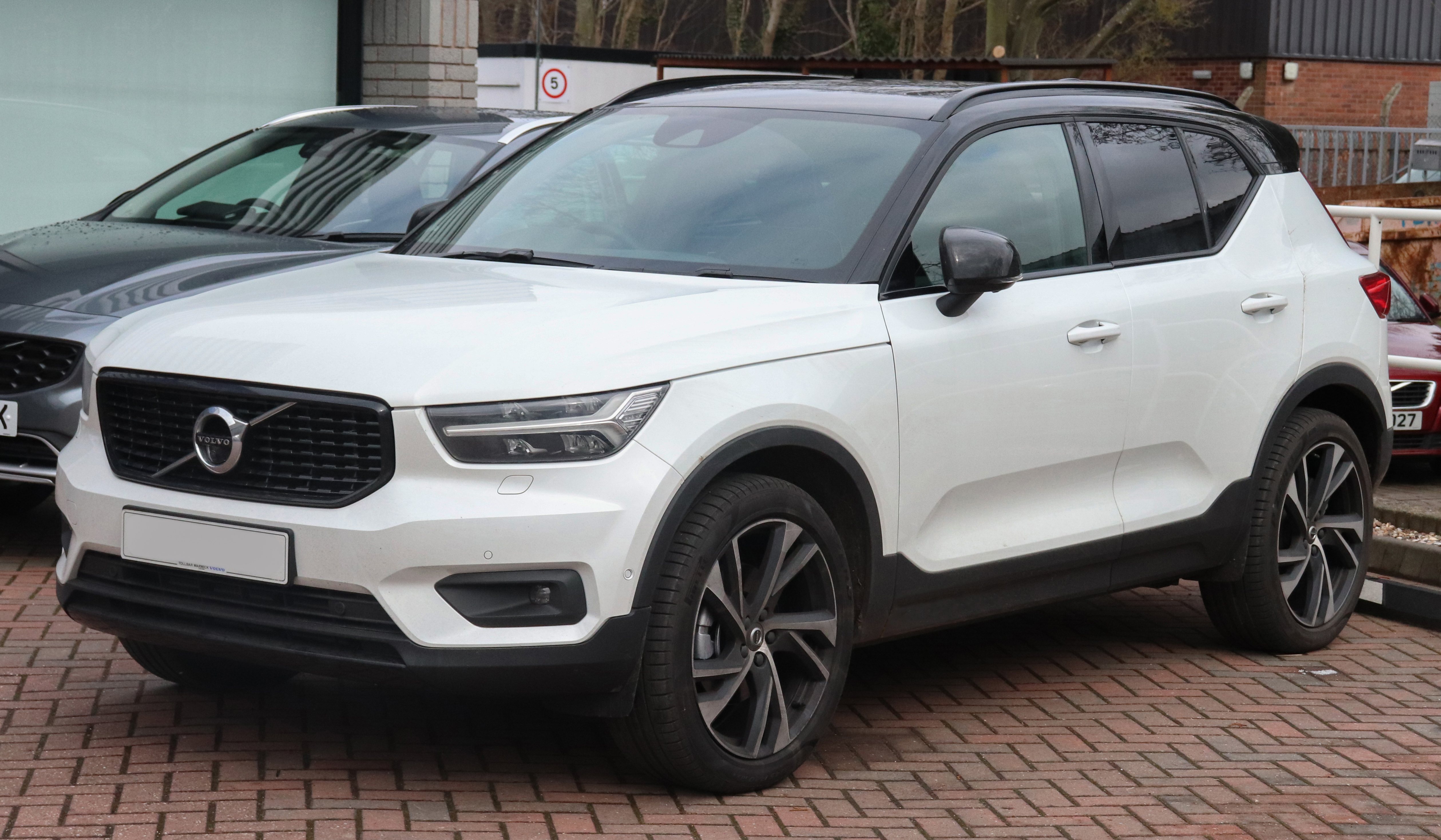
Volvo V60 Polestar Engineered
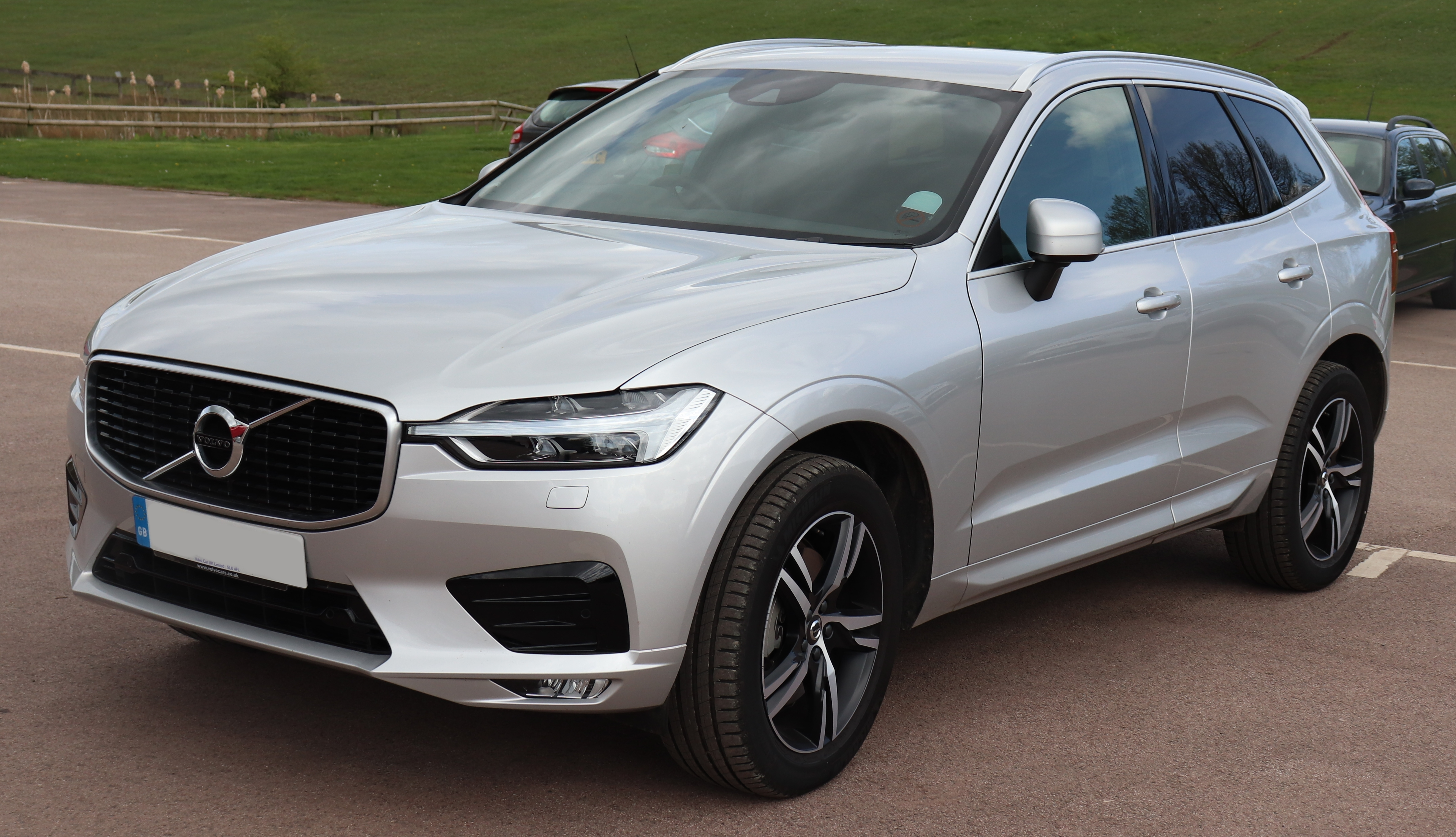
Volvo S60 Polestar Engineered
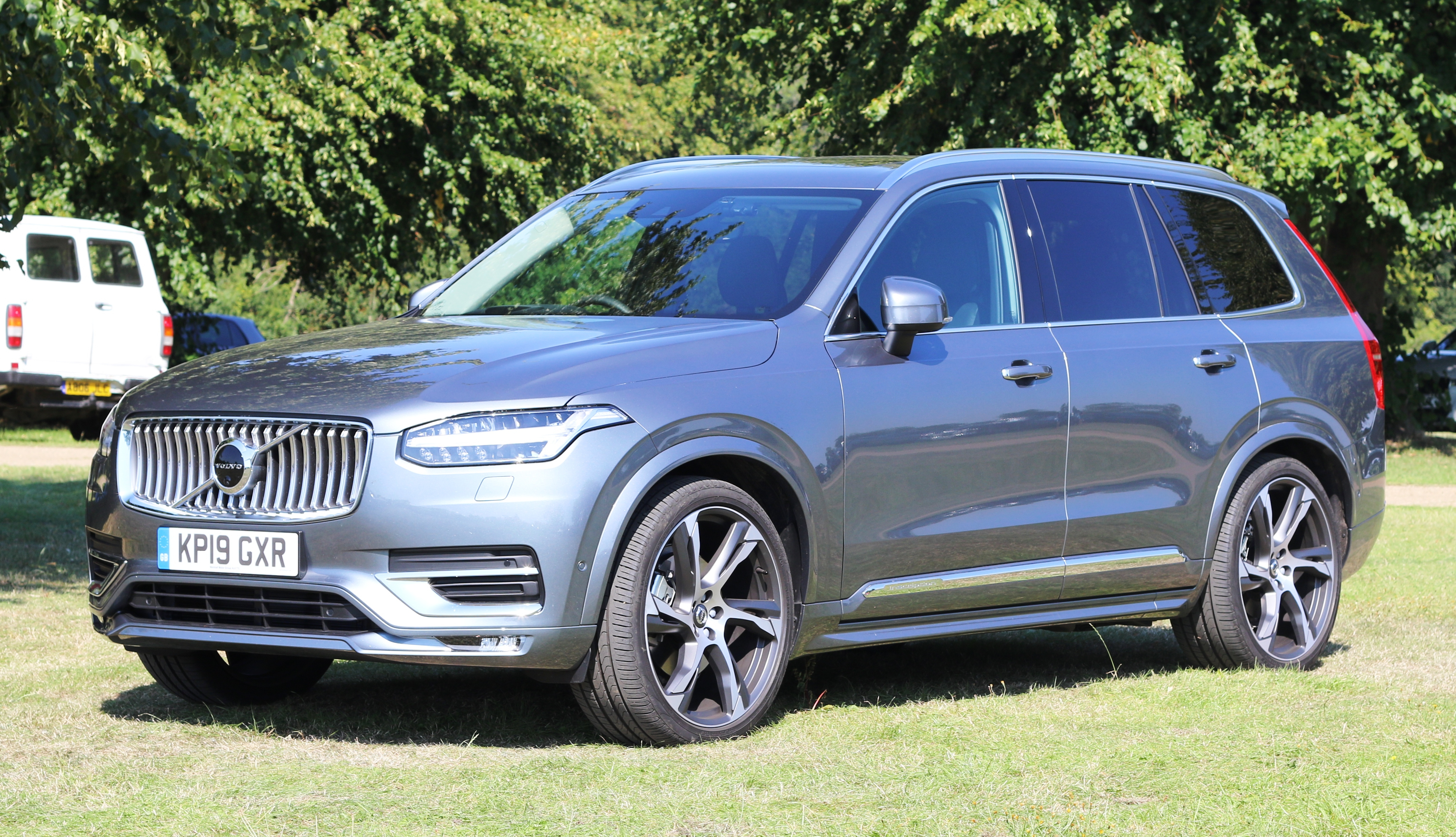
Volvo XC60 Polestar Engineered

### Historiska modeller
- Volvo ÖV 4, (i efterhand kallad "Jakob") (1927)
- Volvo PV651 (1929)
- Volvo TR671 (1930)
- Volvo PV36 (1935)
- Volvo PV51 (1936)
- Volvo PV800 (1938)
- Volvo PV60 (1946)
- Volvo PV 444 (1946)
- Volvo Duett (Volvo PV445, P210) (1949)
- Volvo P1900 (1956)
- Volvo Amazon/Volvo 121/Volvo 122/ (P220) Amazon kombi / Volvo 123 GT (1956)
- Volvo PV 544 (1958)
- Volvo P1800 (1961)
- Volvo 140 (Volvo 142, Volvo 144, Volvo 145) (1966)
- Volvo 164 (1968)
- Volvo 240 (Volvo 242, 244, 245) (1974)
- Volvo 260 (Volvo 262C, 262, 264, 265) (1975)
- Volvo 66 (1975)
- Volvo 340 (Volvo 343, 345) (1976)
- Volvo 360 (1982)
- Volvo 440 (1987)
- Volvo 460 (1987)
- Volvo 480 (1986)
- Volvo 740 (Volvo 744, Volvo 745) (1984)
- Volvo 760 (1982)
- Volvo 780 (1987)
- Volvo 850 (1991)
- Volvo 940 (Volvo 944, Volvo 945) (1990)
- Volvo 960 (1990)
- Volvo S40 (1996)
- Volvo V40 (1996)
- Volvo S70/V70
- Volvo S90/Volvo V90  (1996)
- Volvo V70 (1997)
- Volvo V70XC (1998)
- Volvo S80 (1998)
- Volvo V70/Volvo XC70/ Volvo S60 (2000)
- Volvo S40/Volvo V50(2003)
- Volvo C30
- Volvo C70
- Volvo V70/S80 (2008-2016)
- Volvo V40 (2012-2019)

### Konceptbilar
- 2014: Volvo Concept Estate
- 2014: Volvo Concept XC Coupé
- 2014: Volvo Concept Coupé
- 2011: Volvo Concept You
- 2011: Volvo Concept Universe
- 2010: Volvo SC90 Concept

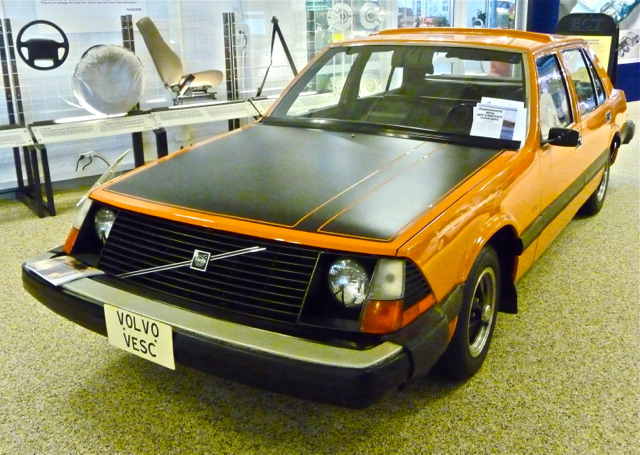
Volvo VESC

- 2009: Volvo S60 Concept (S60 Concept)
- 2007: Volvo XC60DC (XC60 Design concept)
- 2006: Volvo C30DC (C30 Design concept)
- 2004: Volvo YCC (Your Concept Car)
- 2003: Volvo VCC (Versatility Concept Car)
- 2001: Volvo SCC (Safety Concept Car)
- 1992: Volvo ECC (Enivronmental Concept Car)
- 1983: Volvo LCP 2000 (Light Component Project)
- 1980: Volvo VCC (Volvo Concept Car)
- 1972: Volvo VESC (Volvo Experimental Safety Car)

- - Alla konceptbilar [121]

### Kombitraditionen
En stor del av Volvos försäljning har handlat om kombivarianter. Fram till 2016 har mer än sex miljoner kombibilar av märket Volvo sålts, vilket motsvarar cirka en tredjedel av Volvos totala (person)bilsproduktion sedan 1927. Genom Volvos dominerande marknadsposition i Sverige har kombibilar blivit en internationellt sett mycket vanlig företeelse i just Sverige.
Det brukar främst röra sig om kombiversionerna av Volvo 140, 240, 260, 740, 760, 940, 960, 850 samt även V70 och V90 (som per definition är en kombi; sedanen heter numera S hos Volvo).
Volvo döpte tidigare sina bilar med tre siffror enligt mönstret modellfamilj, antal cylindrar och antal dörrar. En Volvo ur 200-serien med fyrcylindrig motor och fem dörrar (läs: kombimodellen) hette alltså 245. Volvo själva slutade med detta under tidigt 80-tal men det lever kvar i folkmun; man talar fortfarande om "245" och "855" trots att bilarna officiellt heter 240 och 850 oavsett karosstyp. Den mittersta siffran indikerar som sagt oftast antalet cylindrar, men även det har urholkats med modeller som 760 Turbo (fyrcylindrig) och 460 som bara är en sedanmodell av den i övrigt identiska halvkombimodellen 440. 
De olika uppräknade versionerna kan betraktas som uppföljare till varandra, och samtliga av dessa modeller har i Sverige varit storsäljare hos bland annat barnfamiljer. De har även varit populära som tjänstebilar på vissa arbetsplatser där kombibilar har varit lämpliga. Den bil som kan betraktas som föregångare till dessa modeller är Volvo Duett, som idag anses vara något av en klassisk bilmodell. Volvo kombi har på många sätt blivit den klassiska svenska folkbilen, och på svenska vägar är dessa ett påtagligt inslag. Detta gäller samtliga dessa nämnda generationer oavsett om det är en tidig version i Amazonserien eller om det är en av de nyaste av typen V70.

## Självstyrande bilar
Volvo Cars har som mål att år 2021 ha en helt självkörande bil på marknaden. Volvo har även gått ut med prognosen att i mitten av 2020-talet är var tredje såld Volvo-bil med självkörande teknik och varannan är helt eldriven.

## Personligheter

### Företagsledare
- Assar Gabrielsson
- Gustaf Larson
- Gunnar Engellau
- Pehr G Gyllenhammar
- Christer Zetterberg
- Sören Gyll
- Leif Johansson

#### Verkställande direktörer
Verkställande direktörer i Volvo Personvagnar AB

- Håkan Frisinger (1978–1984)
- Roger Holtback (1984–1990)
- Tuve Johannesson (1995–2000)
- Hans-Olov Olsson (2000–2005)
- Fredrik Arp (2005–2008)
- Stephen Odell (2008–2010)
- Stefan Jacoby (2010–2012)
- Håkan Samuelsson (2012–2022)
- Jim Rowan (2022–2025)[125]
- Håkan Samuelsson (2025–)[1]

### Formgivare
- Jan Wilsgaard
- Steve Mattin
- Peter Horbury
- Erik Skoog
- Thomas Ingenlath

### Konstruktörer
- Peter Augustsson
- Nils Bohlin
- Per Gillbrand
- Erik Jern

### Reklampersoner
- Avicii[126]
- Zlatan Ibrahimović[127]
- Börje Salming[128]
- Emma Green[128]
- Robyn[129]
- Swedish House Mafia[130]
- Timbuktu[128]

## Museum

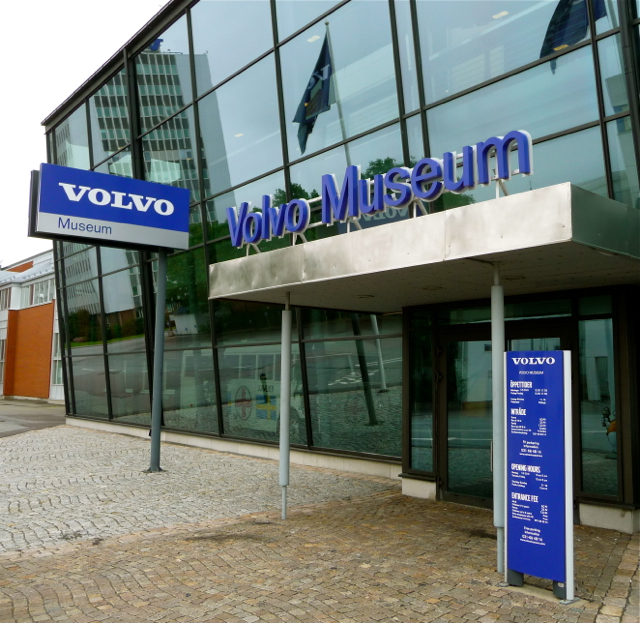
Volvo Museum.

Volvo Museum finns i Arendal på Hisingen i Göteborg och visar upp företagets alla bilmodeller genom historien samt delar ur lastvagnstillverkningen, Volvo Bussar, Volvo Penta och  Volvo Construction Equipment (Volvo BM).
Volvo Cars har tillsammans med AB Volvo ersatt Volvo Museum med ett nytt museum och upplevelsecentrum, World of Volvo. Det ligger i anslutning till Liseberg och evenemangsstråket.
World of Volvo som den 14 april 2024 innehåller bland annat Volvo Exhibition på 4 500 kvadratmeter med en mindre utställning av klassiska bilar, samt interaktiva utställningar om bilar och fordon, och en eventhall för föreläsningar, konserter och möten, vilken tar 600 sittande eller ettusen stående personer. Dessutom finns en konferensanläggning överst i byggnaden, samt två restauranger, en Volvo-lounge, en Volvo-shop, takterrasser och en hall för konstutställningar eller bilutställningar. Restaurangerna drivs av Götaplatsgruppen och Stefan Karlsson.

## Volvo i populärkulturen

### Musik
- Låten Volvo 59 med Vernon Green och The Medallions.
- Låten En gammal Amazon med Svenne Rubins
- Låten Volvo 142 med Mora-Nisse
- Låten Grederta med The Redlight Stones
- Låten Volvo med Eddie Meduza
- Låten 240 med Cleo och Alina Devecerski.
- Låten Voldsom Volvo med Brødrene Bisp
- Låten "Mer och mer och mer" med Euskefeurat
- Låten Gammal Amazon(no) med Øystein Sunde